# Boeing 777
Бо́їнг 777 (англ. Boeing 777) — сімейство реактивних широкофюзеляжних пасажирських літаків для польотів великої протяжності, що виробляється компанією Boeing Commercial Airplanes. Це найбільший у світі літак із двома двигунами, що широко відомий як Triple Seven чи T7 — «три сімки». Літаки цього типу можуть вмістити від 305 до 550 пасажирів залежно від конфігурації салонів, та мають дальність польоту від 9100 до 17 500 км. Їх відмітними рисами є найбільші в діаметрі турбовентиляторні двигуни, шість коліс на кожній основній стійці, круглий переріз фюзеляжу та лезоподібний хвостовий конус. Розроблений у співробітництві з вісьмома великими авіакомпаніями, 777 був створений для заміни старих широкофюзеляжних авіалайнерів і є проміжною ланкою між 767 та 747. Це перший авіалайнер компанії Боїнг з електродистанційною системою керування, та частково комп'ютерним керуванням; також це перший комерційний авіалайнер, креслення до якого на 100 % створені на комп'ютерах.
777 виготовляються у двох варіантах довжини фюзеляжу. Базова модифікація 777-200 введена в експлуатацію 1995 року, наступною була модифікація з підвищеною дальністю 777-200ER в 1997 році; подовжена на 11 метрів модифікація 777-300, введена в експлуатацію в 1998 році. Варіанти з великою дальністю 777-300ER та 777-200LR введені в експлуатацію у 2004 та 2006 роках відповідно, а вантажний варіант 777F, дебютував у 2009 році. Обидві версії з великою дальністю та вантажна версія оснащені двигунами General Electric GE90 та скошеними закінцівками крил. Інші моделі оснащуються на вибір двигунами GE90, Pratt & Whitney PW4000, чи Rolls-Royce Trent 800. Модифікація 777-200LR встановила світовий рекорд дальності польоту без дозаправлення для пасажирських авіалайнерів, пролетівши більше половини земної кулі.
United Airlines у 1995 році стала першою авіакомпанією, що почала експлуатувати 777 на регулярних рейсах. Станом на жовтень 2016 року, 60 компаній розмістили замовлення на 1902 літаки усіх модифікацій, та 1441 було передано. Найбільш широко використовується варіант 777-300ER, кількість переданих — 684, авіакомпанія Emirates експлуатує найбільший флот 777-х, що становить 157 пасажирських та вантажних літаків.
Станом на жовтень 2016 року внаслідок аварій було втрачено 6 авіалайнерів. У липні 2013 року з літаком рейсу 214 авіакомпанії Asiana Airlines сталася перша за 18 років авіакатастрофа за участю Boeing 777.
Впродовж 2000-х років, 777 став бестселером у свого виробника. Через зростання цін на паливо, авіакомпанії обирали цю модель, як економічно доцільну альтернативу іншим широкофюзеляжним літакам і все частіше використовували літаки на далеких, трансокеанських маршрутах. Прямими конкурентами на ринку в 2016 році є Airbus A330-300 та новий A350 XWB, а також Boeing 787 Dreamliner, що з'явився 2011 року. У листопаді 2013 року Boeing оголосив про розробку модернізованих варіантів 777-8 і 777-9, під загальною назвою 777X, з новим композитним крилом, двигунами GE9X, та іншими технологіями, що розроблені для 787. Початок експлуатації серії 777X заплановано на 2020 рік.

## Розробка

### Передумова
На початку 1970-х років Boeing 747, McDonnell Douglas DC-10, та Lockheed L-1011 TriStar стали першим поколінням широкофюзеляжних пасажирських авіалайнерів, що були введені в експлуатацію. В 1978 році авіакомпанія Boeing представила три нові моделі: 757 для заміни застарілого 727, 767 для конкуренції з Airbus A300, та концепт 777 з трьома двигунами на противагу DC-10 та L-1011. Середньорозмірні 757 та 767 успішно стартували на ринку, почасти до стандартів ETOPS прийнятих у 1980-х, що регулювали трансатлантичні польоти літаків із двома двигунами. Ці стандарти дозволяли літакам із двома двигунами перетинати океан на відстані до трьох годин лету до найближчого запасного аеродрому. За правилами ETOPS, авіакомпанії почали використовувати 767 на далеких міжконтинентальних маршрутах, що не вимагають великої місткості авіалайнерів. Розробка моделі 777 з трьома двигунами була скасована, через ринкову перевагу моделей 757 та 767. Таким чином у компанії Боїнг створився пробіл у продукційній лінійці між 767-300ER та 747-400.
Наприкінці 1980-х моделі DC-10 та L-1011 наближалися до списання за віком, змушуючи виробників розробляти їм заміну. Компанія McDonnell Douglas працювала над MD-11, що була подовженою та оновленою версією DC-10, водночас Airbus працював над A330 та A340. У 1986 році Boeing представила варіант збільшення 767, попередньо названий 767-X, що мав створити конкуренцію першому поколінню широкофюзеляжних лайнерів як-от DC-10, і стати додатком до моделей 767 та 747 в продукційній лінійці компанії. Початкова пропозиція передбачала подовжений фюзеляж та збільшені крила з вінглетами. Пізніше планувалося збільшити поперечний перетин фюзеляжу, залишивши наявну у моделі 767 пілотську кабіну, ніс та інші елементи.
Авіакомпанії-клієнти не були в захопленні від пропозиції 767-X, а замість цього хотіли ще ширший фюзеляж, гнучку конфігурацію пасажирського салону, міжконтинентальної дальності, та нижчих операційних витрат ніж у подовженої моделі 767. Вимоги менеджерів із розвитку авіакомпаній до великих літаків стають все більш конкретними, збільшуючи конкуренцію серед виробників авіалайнерів. У 1988 році Boeing вирішила, що єдиним варіантом нового дизайну, стане 777 з двома двигунами. Компанія зупинила свій вибір на такій конфігурації, враховуючи попередні успіхи, прогнозоване покращення двигунів та знижені витрати на виробництво. 8 грудня 1989 року Боїнг почала видавати пропозиції авіакомпаніям щодо 777..

### Проєктування

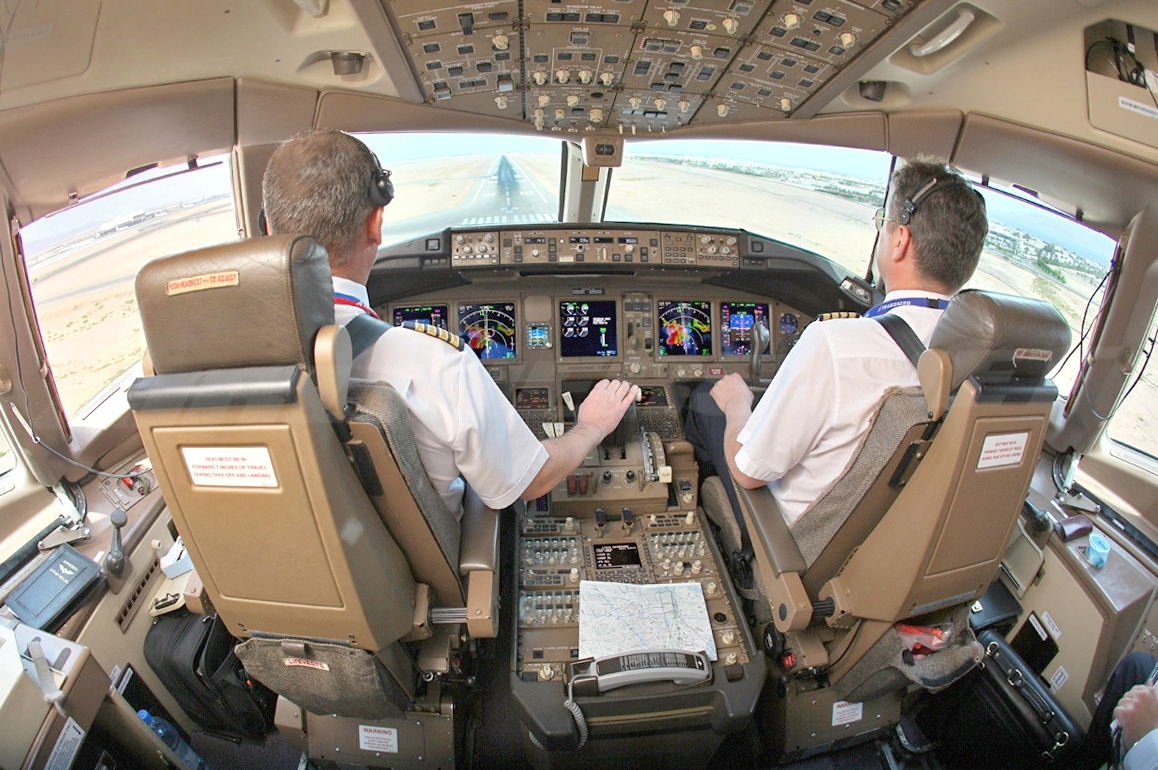
Скляна кабіна 777-200ER авіакомпанії Transaero

Фаза проєктування нового літака відрізнялася від попередніх проєктів реактивних пасажирських авіалайнерів компанії Боїнг. По-перше, вісім великих авіакомпаній — All Nippon Airways, American Airlines, British Airways, Cathay Pacific Airways, Delta Air Lines, Japan Airlines, Qantas та United Airlines — брали участь у розробці авіалайнера. Це було новим словом в індустрії, тому що раніше виробники розробляли літаки з мінімальними зауваженнями клієнтів. Вісім авіакомпаній, що робили внесок у процес розробки, були відомі всередині компанії Боїнг як група під назвою «Working Together» («Працюємо разом»). На першому зібранні групи у січні 1990 року представникам авіакомпаній було роздано збірник питань на 23 сторінках про побажання клієнтів щодо будови літака. У березні 1990 року, Боїнг та авіакомпанії визначилися щодо базової будови: переріз салону близький до 747-го, місткість до 325 пасажирів, різноманітні конфігурації інтер'єру, скляна кабіна, ЕДСК, та на 10 % зменшена питома витрата палива стосовно A330 та MD-11. Боїнг обрав свій завод в Еверетті для остаточного складання 777-х.
14 жовтня 1990 року авіакомпанія United Airlines стала стартовим замовником 777-х, коли розмістила замовлення на 34 літаки з двигунами Pratt & Whitney загальною вартістю $11 млрд з опціоном ще на 34. Фаза розробки збіглася в часі з програмою списання застарілих DC-10-х у компанії United. Компанії United було потрібно щоб нові літаки могли літати у трьох різних напрямках: з Чикаго до Гаваїв, з Чикаго до Європи, та безпосадковий переліт із високогірного Денвера до Гаваїв. Відповідність стандартам ETOPS також була пріоритетною для United, враховуючи надводну частину маршрутів до Гаваїв. У січні 1993 року, команда розробників авіакомпанії United разом з іншими командами авіакомпаній приєдналася до конструкторів компанії Боїнг на заводі в Еверетті. 240 команд дизайнерів, до 40 чоловік у кожній, направили майже 1500 питань із проєктування окремих складових літака. Діаметр фюзеляжу був збільшений на прохання Cathay Pacific, збільшена довжина базової моделі за пропозицією All Nippon Airways, внесок British Airways полягав у вбудованому тестуванні та гнучкості інтер'єру, поряд із більш високою експлуатаційною масою варіантів базового літака.
777 був першим пасажирським авіалайнером, повністю спроєктованим за допомогою комп'ютерів. Кожне конструкторське креслення було виконане у тривимірному вигляді в САПР- програмі, відомій як CATIA (Computer-Aided Three-dimensional Interactive Application), що розроблена Dassault Systemes та IBM. Це дозволило створити віртуальний літак для перевірки перешкод і правильності підганяння багатьох тисяч деталей, тим самим зменшуючи дорогі переробляння. Боїнг розробила свою власну високопродуктивну програму візуалізації FlyThru, пізніше названу IVT (Integrated Visualization Tool) для підтримки великомасштабних спільних проєктів, виробничих зображень, та іншого використання даних CAD. Компанія Боїнг спочатку не була впевнена у можливостях CATIA і побудувала фізичну модель носової частини, щоб перевірити її результати. Тест був настільки успішний, що додаткові моделювання були скасовані.

### Виробництво та випробування
Виробничий процес передбачав міжнародне співробітництво, з небувалим для реактивних літаків Боїнг рівнем глобального субпідряду, який було перевищено лише згодом для моделі 787. Міжнародними учасниками були Mitsubishi Heavy Industries та Kawasaki Heavy Industries (панелі фюзеляжу), Fuji Heavy Industries, Ltd. (центральна секція крила), Hawker de Havilland (стерно висоти), та Aerospace Technologies of Australia (стерно напрямку). Була підписана угода між Боїнг та Японською Авіабудівною Корпорацією, що представляла японських аерокосмічних підрядників, про 20-відсотковий розподіл ризиків партнерів для всієї виробничої програми. Стартова модель 777-200 була запущена у виробництво з варіантами двигунів від трьох виробників, General Electric, Pratt & Whitney, та Rolls-Royce, що дозволило авіакомпаніям обирати двигуни на свій розсуд. Кожен із виробників-конкурентів дав згоду на розробку двигунів із класом тяги 340 кН та більшої потужності для оснащення ними найбільшого у світі літака з двома двигунами.

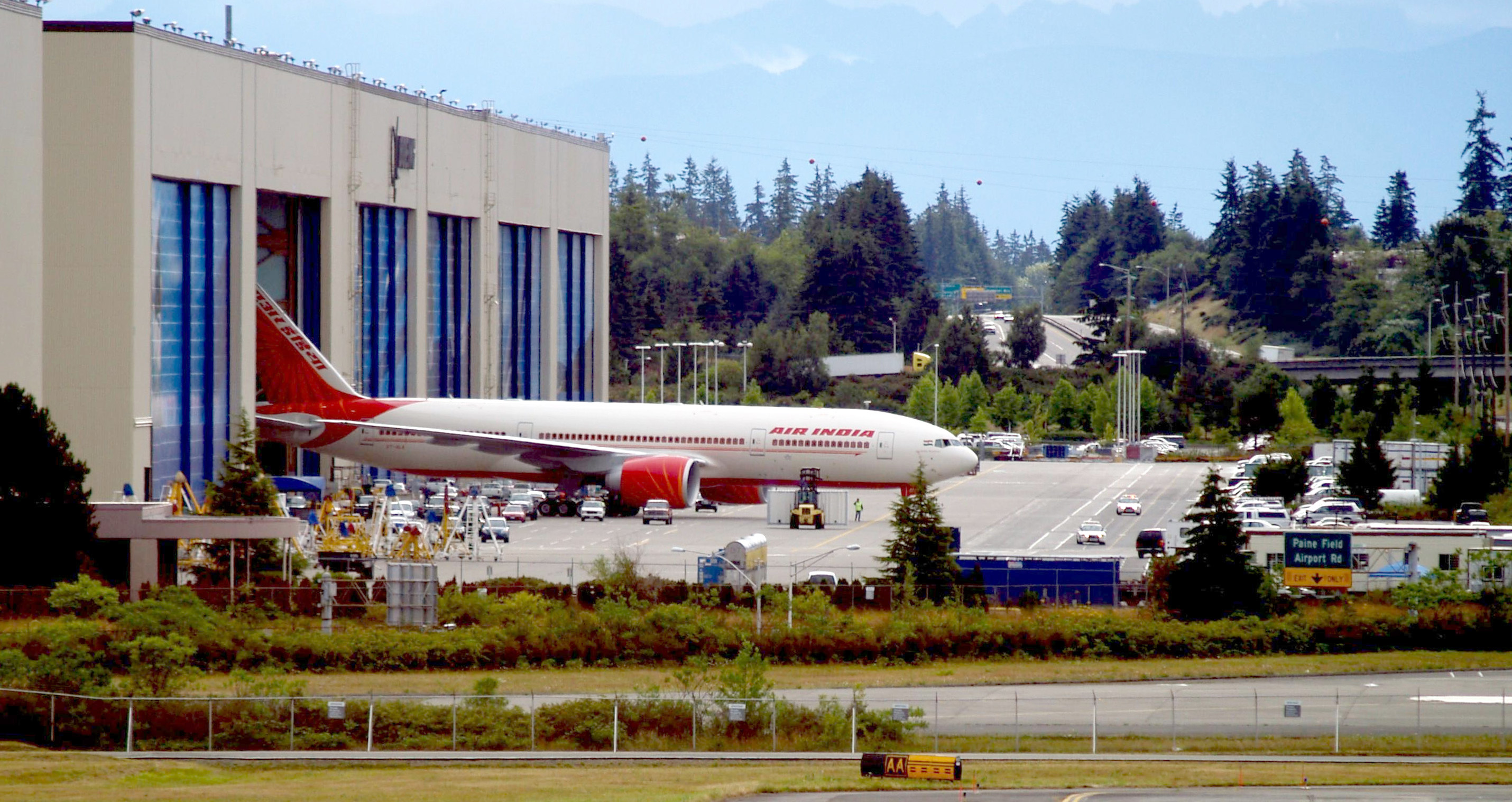
Boeing 777-200LR компанії Air India виїжджає з цеху Boeing Everett Factory

Щоби розмістити виробництво свого нового авіалайнера, Боїнг вдвічі збільшив розміри заводу в Еверетті (що коштувало приблизно 1,5 млрд доларів США), щоби створити площі двом новим складальним лініям. Були розроблені нові методології виробництва, зокрема поворотний механізм, що дозволяв обертати фюзеляж на 180 градусів, забезпечуючи робітникам доступ до секцій верхньої частини фюзеляжу. Основне складання першого літака почалося 4 січня 1993 року. На початок виробництва, програма вже зібрала 118 замовлень, з опціоном ще на 95 від 10 авіакомпаній. Загальний обсяг інвестицій у програму оцінюється в більш ніж 4 млрд доларів США від Боїнг, та ще 2 млрд доларів США від постачальників.
9 квітня 1994 року перший 777-й із заводським номером WA001 взяв участь у серії з 15 презентацій протягом дня, щоби представити літак для 100 000 запрошених гостей. Перший політ відбувся 12 червня 1994 року під керуванням командира тест-пілотів John E. Cashman. Це поклало початок 11-місячній програмі випробувальних польотів, що була більш насиченою за будь-яку з попередніх програм Боїнг. Дев'ять літаків, оснащених двигунами General Electric, Pratt & Whitney та Rolls-Royce, брали участь у випробувальних польотах за різних умов - від пустельної авіабази Едвардс у Каліфорнії до крижаної Аляски. Щоб задовольнити вимоги ETOPS, виконано 8 180-хвилинних польотів з одним робочим двигуном. Перший побудований літак використовувався у програмі виробничих випробувань Боїнг з 1994 по 1996 роки, та забезпечував даними програми 200ER та 300. 19 квітня 1995 року, після успішного завершення випробувальних польотів, 777 сертифікований одночасно Федеральним управлінням цивільної авіації США (FAA) та Об'єднаним управлінням цивільної авіації Європи (JAA).

### Введення в експлуатацію

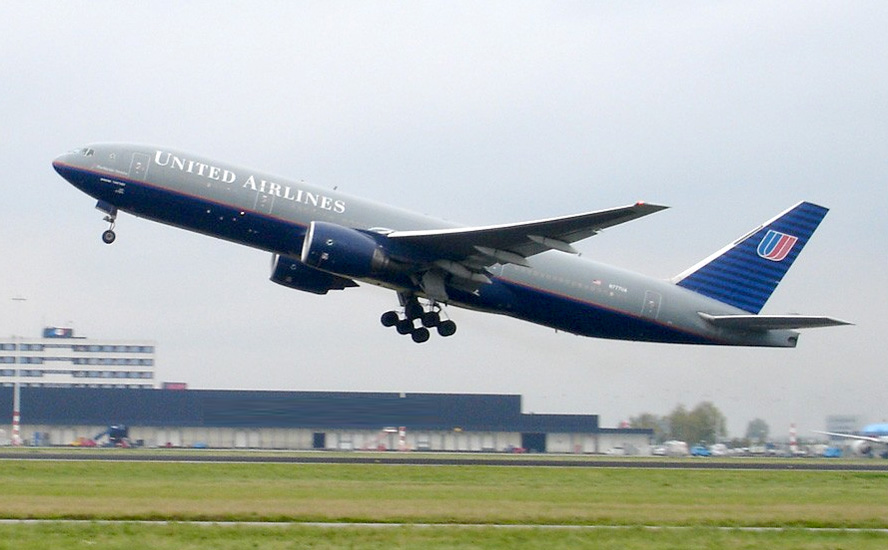
Перший Боїнг 777-200 в комерційній експлуатації компанії United Airlines N777UA, злітає з амстердамського аеропорту Схіпгол у 1995 році.

Боїнг поставила перший 777 авіакомпанії United Airlines 15 травня 1995 року. 30 травня 1995 року FAA видала сертифікат відповідності ETOPS-180 для літака з двигуном Pratt & Whitney PW4084, що зробило його першим літаком, введеним в експлуатацію згідно з нормами ETOPS-180. Перший комерційний переліт відбувся 7 червня 1995 року з Лондонського аеропорту Хітроу до Міжнародного Аеропорту Даллеса біля Вашингтону (округ Колумбія). У жовтні 1996 року були затверджені норми ETOPS на 207 хвилин.
12 листопада 1995 року компанія Боїнг передала першу модель із двигуном General Electric GE90-77B в авіакомпанію British Airways, яка вже через 5 днів запустила літак в експлуатацію. На початку експлуатації було виявлено дефект підшипників коробки передач, і авіакомпанія була змушена тимчасово вивести всі свої 777 з трансатлантичних рейсів у 1997 році. Літаки British Airways повернулися до повноцінної експлуатації того ж року, а General Electric оголосила програму покращення двигунів.
Перший 777 з двигунами Rolls-Royce Trent 877 був переданий до авіакомпанії Thai Airways International 31 березня 1996 року, завершуючи початкову програму з розробки трьох двигунів для авіалайнера. Кожна варіація літак-двигун була забезпечена сертифікацією ETOPS-180 від початку введення в експлуатацію. Станом на червень 1997 року, було 323 замовлення на 777 від 25 авіакомпаній, зокрема задоволені стартові клієнти, що замовили додаткові літаки. Хороші показники економічної ефективності літаків із двома двигунами на довгих трансатлантичних рейсах призвели до підвищення замовлень. У 1998 році загальна кількість годин нальоту досягла 900 000, а показники успішних злетів без затримок із технічних причин становили 99,96 %.

### Подальші розробки

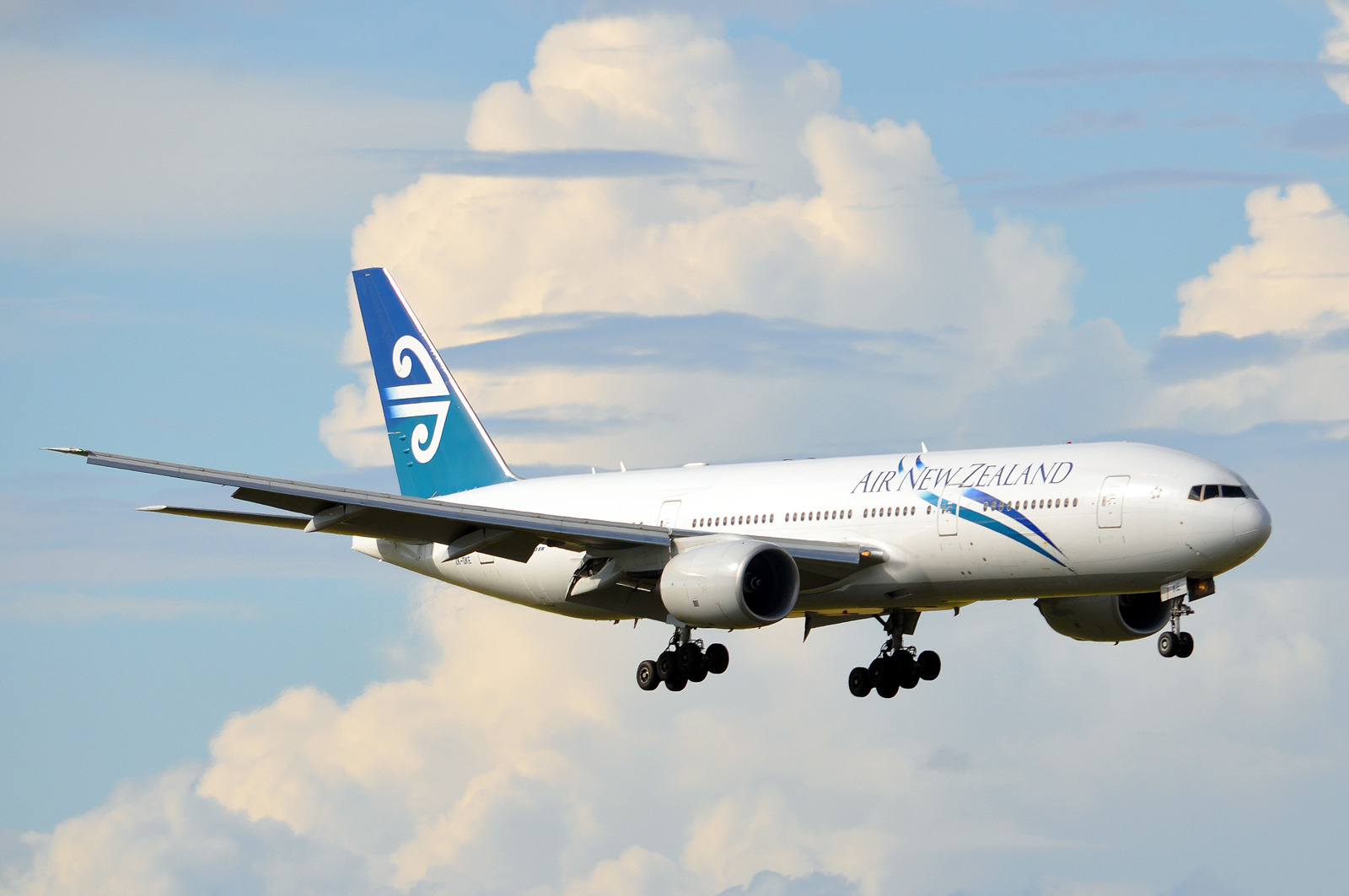
Boeing 777-200ER авіакомпанії Air New Zealand на гліссаді

Після початкової моделі, Боїнг розробила модель 777-200ER, зі збільшеною злітною вагою, з більшою дальністю і корисним навантаженням. Перший політ 200ER, з початковим ім'ям 777-200IGW, відбувся 7 жовтня 1996 року, 17 січня 1997 року літак було сертифіковано FAA та JAA, а введення в експлуатацію відбулося 9 лютого 1997 року в авіакомпанії British Airways. Пропонуючи більшу продуктивність на дальніх перельотах, цей варіант літака отримував найбільше замовлень до початку 2000-х років. 2 квітня 1997 року авіалайнер 777-200ER компанії Malaysia Airlines названий «Super Ranger» побив рекорд «безпосадкового польоту» великим колом у східному напрямку від аеропорту Boeing Field у Сієтлі до Куала-Лумпуру, подолавши відстань 20,044 км за 21 годину та 23 хвилини
Після введення 200ER Боїнг звернула свою увагу на подовжену версію авіалайнера. 16 жовтня 1997 року відбувся перший політ моделі 777-300. Маючи довжину 73,9 м, модель 300 стала найдовшим авіалайнером всіх часів (до появи A340-600), та мала на 20 % більшу місткість, ніж модель стандартної довжини. 4 травня 1998 року тип 300 отримав сертифікат льотної придатності від FAA та JAA, та запущений у експлуатацію авіакомпанією Cathay Pacific 27 травня 1998 року.
З самого початку програми розробки Боїнг розглядала будівництво ультра-дальніх варіантів. Ранні плани були зосереджені на версії 777-100X, що мала стати скороченою версією 200 зі зменшеною вагою та збільшеною дальністю, подібно до 747SP. Але 100X повинна була вміщувати менше пасажирів чим 200 маючи аналогічні експлуатаційні витрати, що призводить до більшої вартості за одне місце. На початку 1990-х плани зсунулися в бік збільшення дальності наявних моделей. Потрібні були потужніші двигуни з тягою 440 кН та більше, що призвело до переговорів Боїнг із виробниками двигунів. General Electric запропонувала розробити двигун GE90-115B,, а Rolls-Royce розробку двигуна Trent 8104. У 1999 році Боїнг оголосила про укладення угоди з General Electric, випередивши пропозицію конкурента. У рамках угоди з General Electric, Боїнг домовилася, що нові версії 777 будуть оснащуватися лише двигунами GE90.

### Моделі наступного покоління

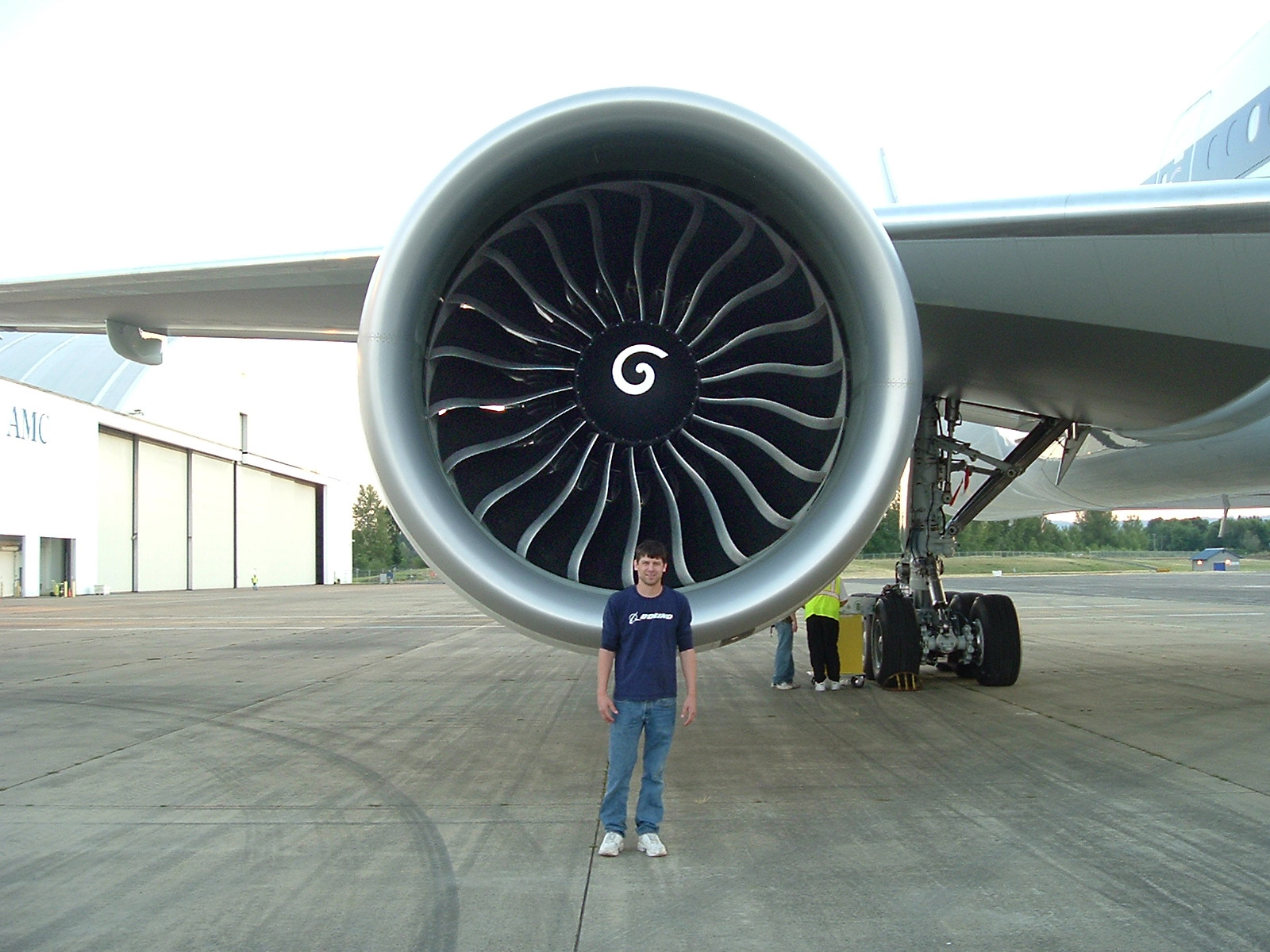
Двигун GE90 встановлений на 777-300ER з інженером компанії Боїнг, для показу розмірів двигуна. Величина тяги одного двигуна достатня для підтримання польоту Boeing 747.

29 лютого 2000 року компанія Боїнг розпочала програму розробки нового покоління літаків із двома двигунами, під назвою 777-X, і розпочала видавати пропозиції авіакомпаніям Розвиток далекомагістральних моделей був уповільнений через спад галузі авіаперевезень, який тривав до початку 2000-х років. Першою модифікацією випущеною за цією програмою стала 777-300ER, що стартувала із замовлення 10 літаків компанією Air France, разом із додатковими зобов'язаннями. 24 лютого 2003 року відбувся перший політ модифікації 777-300ER. Сертифікація типу організаціями FAA та EASA (European Aviation Safety Agency, правонаступник JAA) відбулася 16 березня 2004 року. 29 квітня 2004 року відбулася передача першого літака до авіакомпанії Air France. Модифікація 777-300ER, що поєднувала в собі місткість 777-300 та дальність 777-200ER, стала найпопулярнішим варіантом 777 на початку 2000-х років, завдяки тому, що авіакомпанії замінювали ними літаки з 4-ма двигунами через нижчі експлуатаційні витрати.
Наступною модифікацією по програмі літаків наступного покоління стала 777-200LR, що була презентована 15 лютого 2005 року, а свій перший політ здійснила 8 березня 2005 року. 2 лютого 2006 року 777-200LR отримав сертифікат типу від FAA та EASA, а передача першого літака до Pakistan International Airlines відбулася 26 лютого 2006 року. 10 листопада 2005 року перший 777-200LR встановив рекорд дальності безпосадкового перельоту для пасажирських авіалайнерів пролетівши 21,602 км у східному напрямку від Гонконгу до Лондону. Переліт тривав 22 години та 42 хвилини, у стандартній конфігурації 777-200LR і був занесений до Книги рекордів Гіннеса.
Вантажна модель наступного покоління — 777F, була представлена 23 травня 2008 року. Перший політ модифікації 777F, що використовувала планер і двигуни від 777-200LR та паливні баки від 777-300ER, відбувся 14 липня 2008 року. Сертифікація від FAA та EASA для вантажної модифікації відбулася 6 лютого 2009 року, а передача першого літака стартовому замовнику Air France відбулася 19 лютого 2009 року.
Спочатку 777 була другою за прибутковістю моделлю після 747, але згодом стала першою по прибутковості для компанії Боїнг. У 2000 році програма продажів 777 принесла прибутків на 400 млн доларів США до сплати податків, що на 50 млн доларів більше ніж 747. До 2004 року продажі цієї моделі становили основну частину доходів серед широкофюзеляжних моделей підрозділу Boeing Commercial Airplanes. 2007 року кількість замовлень на модифікації 777 наступного покоління склала 350 літаків, а в листопаді того ж року, компанія Боїнг оголосила, що всі виробничі площі завантажені замовленнями до 2012 року. Вартість 356 замовлень становила 95 млрд доларів США за каталоговими цінами 2008 року.

### Оновлення і поліпшення виробництва
Боїнг планував збільшити виробництво 777 з 5 літаків на місяць у 2010 році до 7 літаків на місяць у середині 2011 року, та до 8,3 на місяць на початок 2013 року. Загальний час складання кожного 777-300ER становив 49 днів. У листопаді 2011 року розпочалося складання 1000-го літака — модель 300ER для Emirates, що був випущений у березні 2012 року. Наприкінці 2011 року FAA надала спільний рейтинг типу для 787 та 777, що дозволило пілотам отримувати кваліфікацію і працювати одразу на обох типах, завдяки спільним особливостям конструкції. За даними галузевих звітів, Boeing 777 з часом може бути замінений новим сімейством продуктів Boeing Yellowstone 3, що буде спиратися на технології з 787.

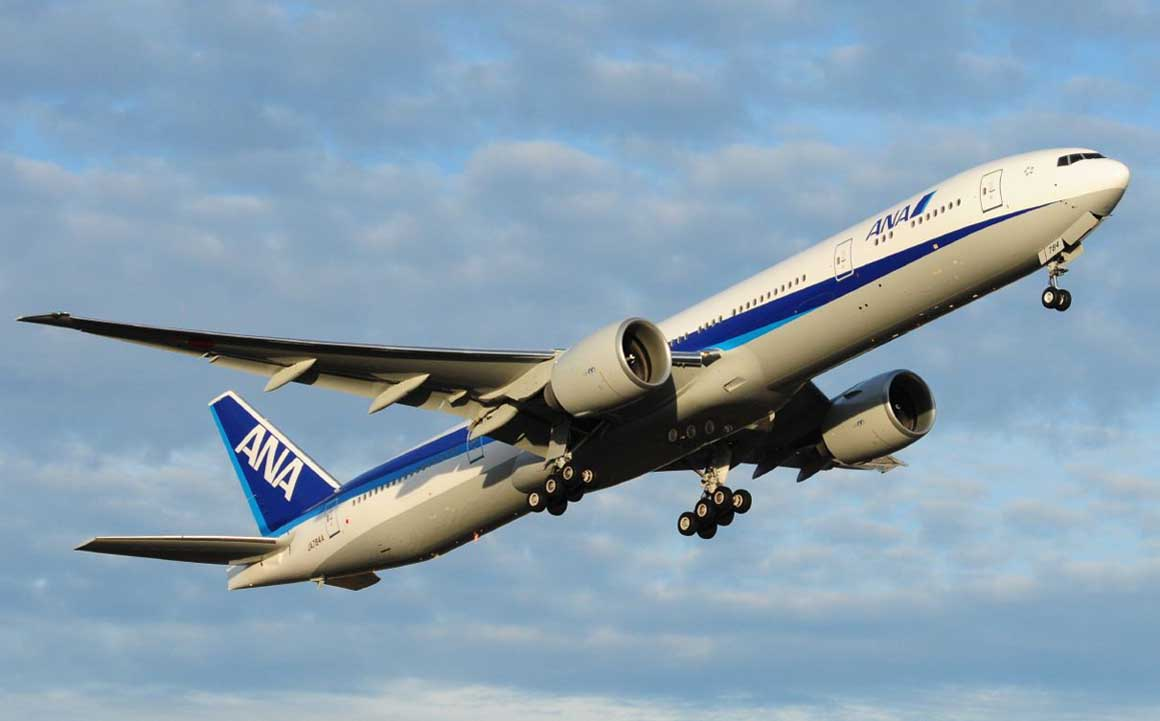
Зліт 777-300ER All Nippon Airways

Наприкінці 2000-х років 777 зіштовхнувся з посиленою конкуренцією з боку перспективної моделі Airbus A350 XWB та з конкуренцією з моделлю 787 всередині компанії, бо обидва літаки передбачали більшу паливну ефективність. Як наслідок, 777-300ER отримав пакет покращень двигуна та аеродинаміки для зменшення опору повітря та ваги. У 2010 році варіант також отримав збільшення сухої ваги на 2300 кг, що еквівалентно підвищенню місткості на 20—25 пасажирів; його двигуни GE90-115B1 отримали зростання тяги на 1—2,5 % для збільшення злітної ваги у висотних аеропортах. Ще більші конструктивні зміни були заплановані на кінець 2012 року, включаючи можливе збільшення розмаху крила, а також обговорювалися серйозніші зміни, включаючи крило з композитних матеріалів, нові двигуни, та зміни довжини фюзеляжу. Авіакомпанія Emirates повідомила, що співпрацює з Боїнг над проєктом оновленого 777 і стане його стартовим замовником.

### Програма 777X
У вересні 2011 року Boeing та General Electric випустили докладнішу інформацію про новий літак. Очікується, що розмах крила збільшиться з нинішніх 64,8 м до 71,3 м. На додачу, повна маса дещо знизиться від нинішньої у 351 500 кг до 342 270 кг для модифікації 9X. General Electric оголосила про розробку трохи меншого двигуна, названого GE9X, для оснащення ним майбутнього літака. Він буде мати діаметр вентилятора 325 см на противагу нинішньому 343 см у двигуна GE90-115B та зменшення тяги. Планувалося введення в експлуатацію в 2019 році, але у зв'язку з кризою моделі 737 Max перший політ моделі Boeing 777Х відбувся лише 25 січня 2020 року. 

## Конструкція

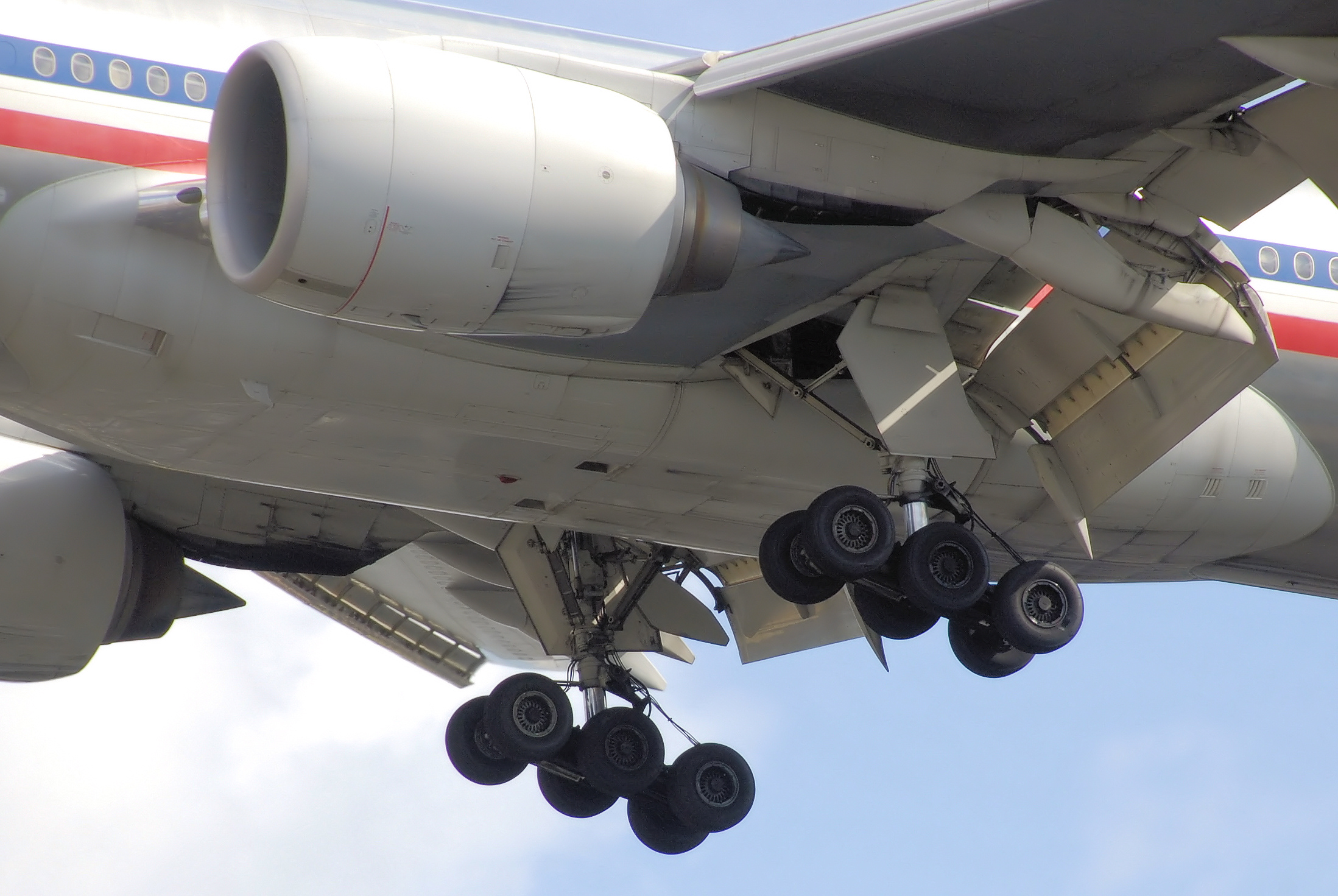
Двигуни, випущені передкрилки, закрилки, та шасі на 777-200ER компанії American Airlines

Компанія Боїнг із проєктом 777 представила ряд передових технологій, включаючи повністю цифрову електродистанційну систему керування Fly-by-wire, повністю програмовану авіоніку, скляну кабіну з рідкокристалічними дисплеями Honeywell, і вперше було впроваджено оптоволоконну мережу авіоніки на комерційному авіалайнері. Боїнг використала напрацьовані розробки зі скасованого проекту регіонального реактивного літака Boeing 7J7, що використовував подібні версії вибраних технологій. У 2003 році компанія Боїнг, як опцію для кокпіту, почала пропонувати електронні журнали польотів замість паперових. У 2013 році Boeing оголосив, що модернізовані моделі 777X будуть використовувати технології планера, систем та інтер'єру з 787.

### Електродистанційна система керування fly-by-wire
При проєктуванні 777, свого першого комерційного авіалайнера з системою керування fly-by-wire, Боїнг вирішила залишити звичні штурвальні колонки, на відміну від сайдстіків, що використовуються в багатьох винищувачах з системою керування fly-by-wire та в більшості авіалайнерів Airbus. Поряд із традиційною системою керування за допомогою штурвалів, кабіна має спрощене компонування, яке зберігає схожість із попередніми моделями Боїнг. Система керування fly-by-wire також обладнана системою захисту параметрів польоту, яка слідкує за тим, щоб рухи пілотів на важелях керування не виходили за встановлені межі польотної конфігурації і запобігає небезпечним маневрам. Ця система може бути вимкнена за командою пілота, якщо це буде визнано за необхідне.

### Планер та системи

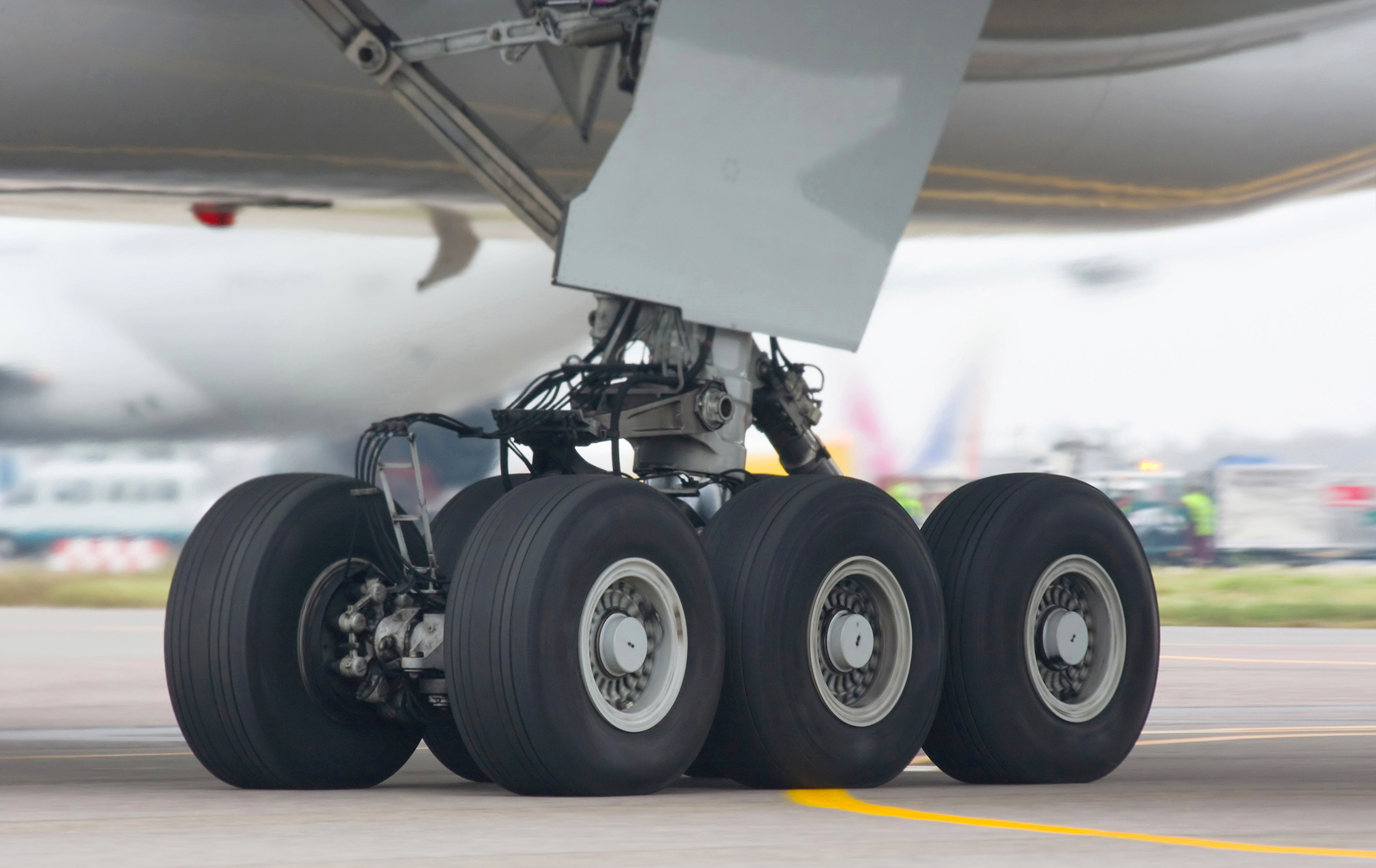
Шестиколісна основна опора шасі літака Боїнг 777-300

Крило 777 має надкритичний дизайн профілю і кут стрілоподібності 31,6 градусів та оптимізоване для крейсерської швидкості 0,83 Маха (після випробувань було переглянуто в бік підвищення до 0,84 Маха). Конструкція крила має більшу товщину та розмах ніж у попередніх авіалайнерів, що дозволило збільшити дальність та корисне навантаження, підвищити злітні характеристики, та збільшити крейсерську висоту польоту. Всередині крила також розміщені паливні баки, в яких може знаходитися до 181 300 літрів пального. Такий обсяг дозволяє Boeing 777-200LR виконувати рейси на ультрадалекі дистанції, наприклад, з Торонто до Гонконгу. У 2013 році було представлене нове композитне крило для моделі 777X з більшим розмахом та особливостями конструкції, що походять від крила для Boeing 787.
При запуску проекту літака було запропоновано розробити крило з великими закінцівками довжиною 6,4 метри, що могли складатися, щоб авіакомпанії могли використовувати стоянки розроблені для розміщення менших літаків, але жодна авіакомпанія не погодилася на цей варіант. Ця конструкція закінцівок була відроджена у 2013 році, коли представили проект 777X. Їх розмір вирішили зробити меншим (3,35 метри), що дозволить моделям 777X використовувати ті ж самі стоянки та руліжні доріжки, що й звичайним 777. Нові закінцівки менш складні ніж ті, що пропонувалися на початку проектування 777, і містять всередині лише дроти для сигнальних вогнів.
Конструкція планера літака включає в себе використання композитних матеріалів, які становлять дев'ять відсотків початкової ваги конструкції (всі моделі за винятком 777-8 та 777-9). Елементами, що виготовлені з композитного матеріалу є підлога салону і кермо напряму. Головна частина фюзеляжу має круглий переріз і ззаду переходить у лезоподібний хвостовий конус, в якому розташована допоміжна силова установка. Авіалайнер також має найбільші стійки шасі та найбільші шини, що будь-коли використовувалися в комерційних реактивних авіалайнерах. Кожна шина з основної шестиколісної стійки шасі 777-300ER може витримати навантаження у 27 тонн, що більше, ніж навантаження на шину у літака Боїнг 747-400. Літак має три резервних гідравлічних системи, з яких для посадки потрібна лише одна. Аварійна авіаційна турбіна — це невеликий пропелер, що висувається з літака при аварійних ситуаціях для забезпечення мінімального електроживлення. Вона розташована в обтічнику крила під фюзеляжем.

### Інтер'єр

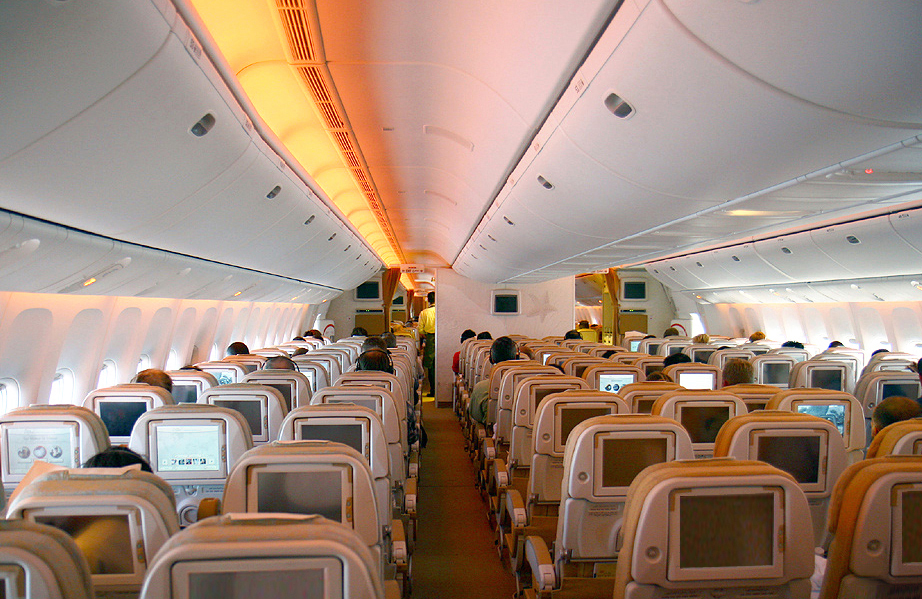
Салон економ-класу з конфігурацією 3-3-3 в Боїнг 777-300ER авіакомпанії Etihad Airways

Інтер'єр 777, також відомий як Boeing Signature Interior, виконаний у кривих лініях зі збільшеними полицями для багажу та непрямим освітленням. Конфігурація крісел коливається від 6 у ряд у першому класі, до 10 в ряд у економ-класі. Розмір ілюмінаторів 380 на 250 мм був найбільшим серед усіх комерційних авіалайнерів до появи 787. Салон також має «зони гнучкості» зі спланованим доступом до води, електрики, пневматики та інших підключень у всьому внутрішньому просторі, що дозволяє авіакомпаніям швидко переміщати сидіння, кухні, і туалети залежно від бажаної конфігурації. Деякі літаки обладнані VIP салонами для чартерних рейсів. Інженери Боїнг розробили новий гідравлічний шарнір кришки унітаза, який закривається повільно.

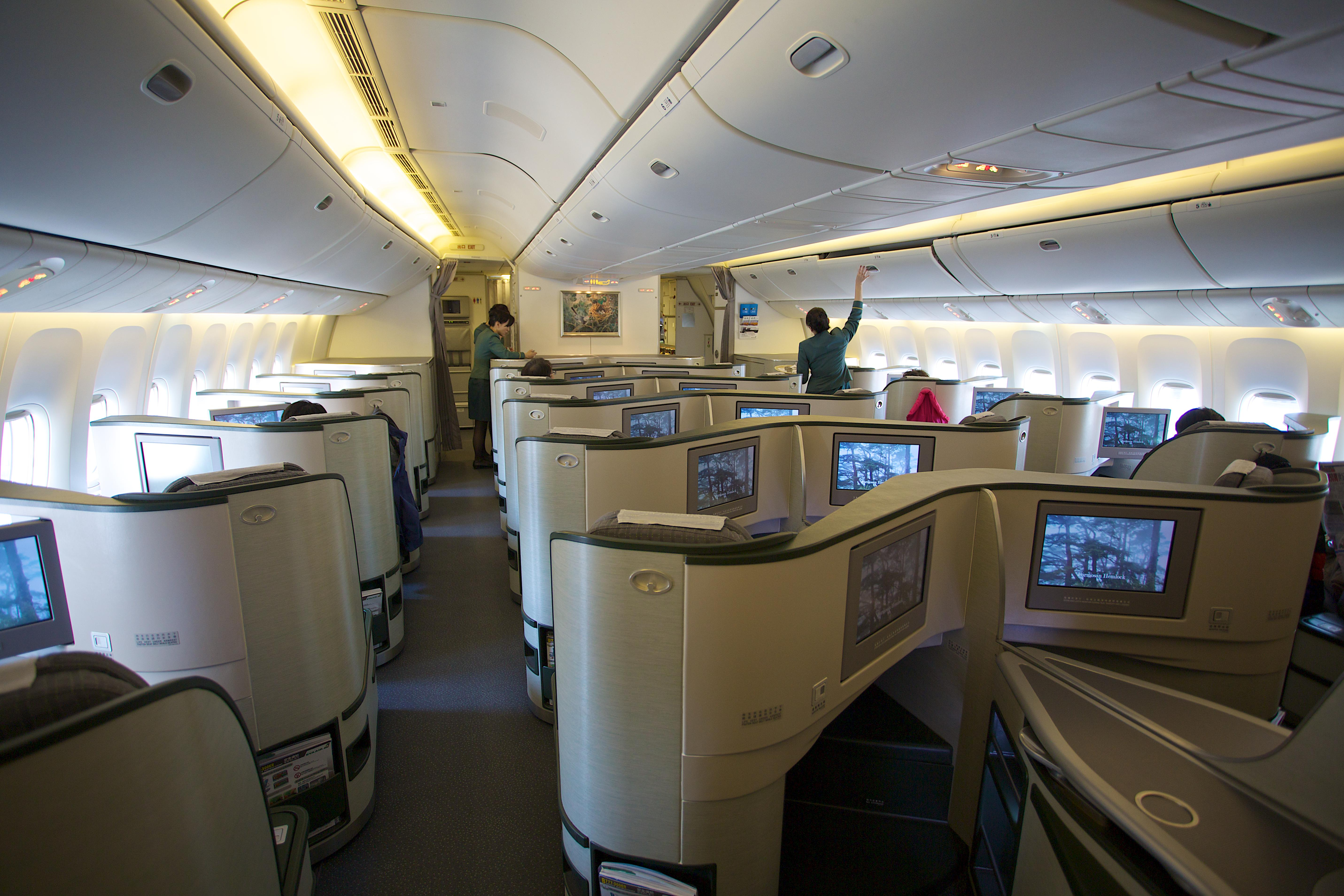
Салон бізнес-класу 777-300ER авіакомпанії EVA Air з розташуванням крісел за схемою 1-2-1

У 2003 році Боїнг презентувала місця для відпочинку екіпажу як опцію для 777. Вони розташовані над головною кабіною і обладнані сходами. Місця для відпочинку в передній частині фюзеляжу складаються з двох крісел та двох ліжок, а в задній частині — з декількох ліжок. Signature Interior впроваджується і на інших вузько- та широкофюзеляжних моделях Боїнг, включаючи 737NG, 747-400, 757-300, та нові моделі 767, а також всі моделі 767-400ER. Літаки 747-8 та 767-400ER обладнані більшими та більш закругленими ілюмінаторами від моделі 777.
7 липня 2011 року повідомлено, що Боїнг вирішила замінити Signature Interior у моделі 777 новим інтер'єром від 787, згідно з програмою переходу на 'common cabin experience' усіх платформ Боїнг. Під час презентації 777X в 2013 році Boeing підтвердила, що літак отримає новий інтер'єр з елементами салону 787 і великі вікна. Більш детальна інформація, випущена в 2014 році, включала змінені стінки салону для більшого простору, шумопоглинальну технологію і краще зволоження повітря в салоні.

## Варіанти
Для позначення своїх моделей 777 Боїнг використовує дві характеристики - довжину фюзеляжу та дальність польоту. Довжина фюзеляжу впливає на кількість пасажирів і обсяг вантажів, які можуть бути перевезені: 777-200 з похідними базового розміру і подовжені 777-300. Літаки розділені на три сегменти на основі критеріїв проєктування; вони були спочатку визначені в таких межах:
- A-сегмент: до 7 800 км[135]
- B-сегмент: 12 200 км[135]
- C-сегмент: 14 400 км[136]

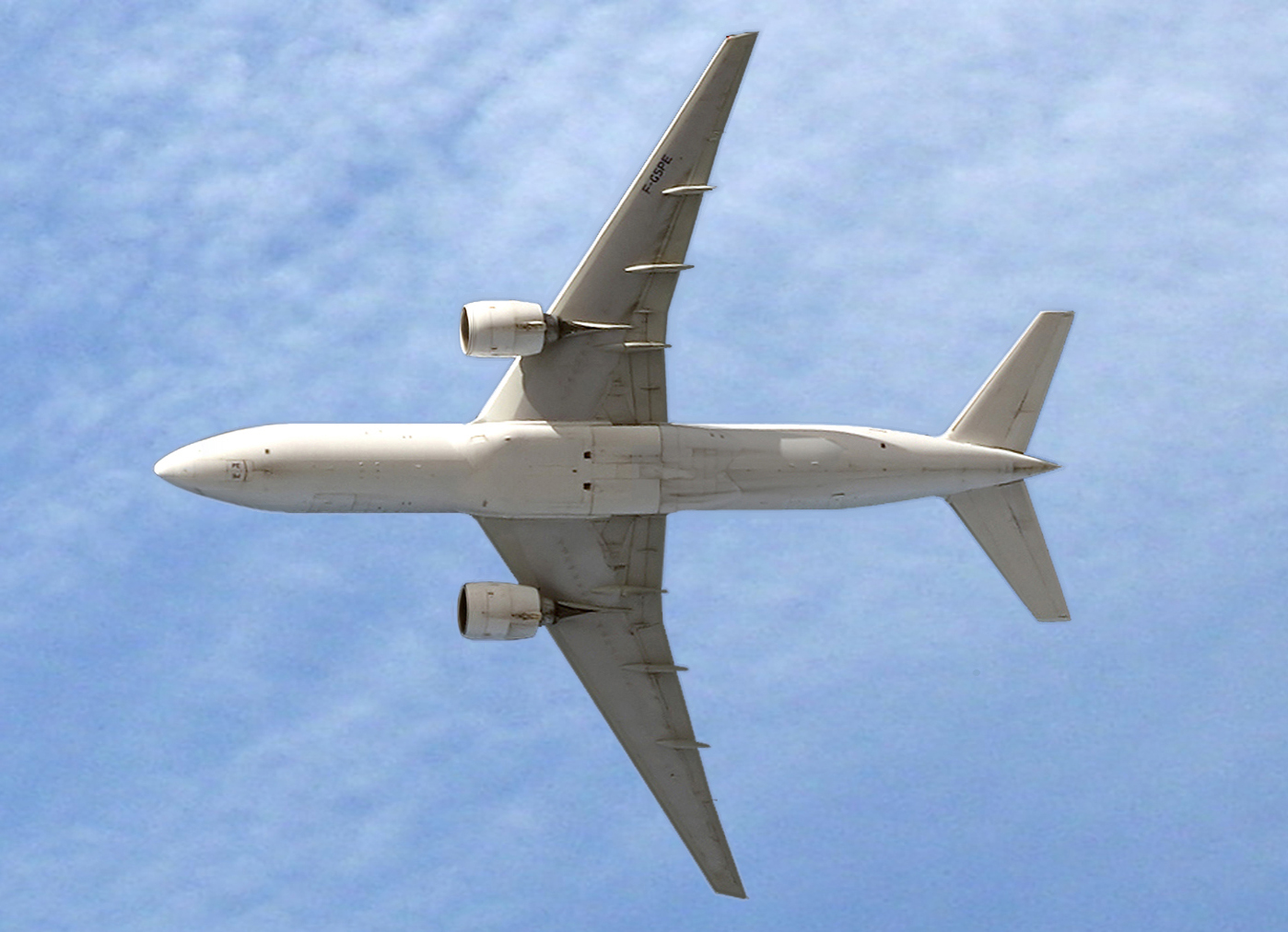
Вигляд знизу на Боїнг 777-200ER авіакомпанії Air France в польоті

Боїнг і авіакомпанії часто записують номер моделі (777) і позначення варіанту (200 або 300) скорочено - наприклад «772» чи «773». У системі позначень типів літаків Міжнародної організації цивільної авіації (ICAO) до номера моделі додається літера, що позначає виробника (наприклад «B772» чи «B773»). На додачу до кількості пасажирів, також може додаватися позначення дальності літака (наприклад 777-300ER як «773ER», «773B», «77W», чи «B77W»). Ці позначення можна знайти в довідниках чи в розкладах польотів.

### 777-200

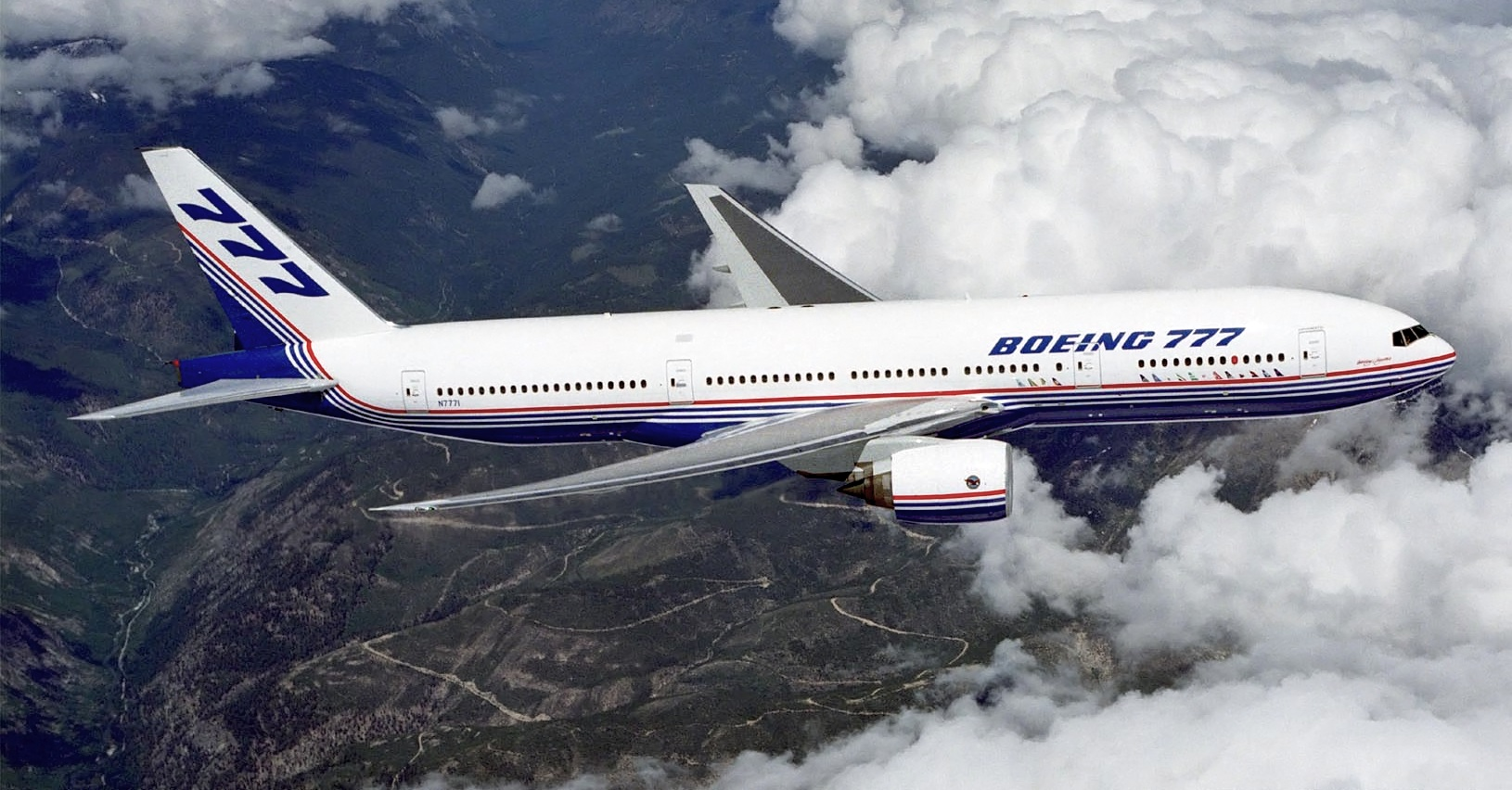
Боїнг 777-200 в оригінальній лівреї виробника. Можна побачити емблеми замовників під написом «Boeing 777».

777-200 була першою модифікацією літака і призначалася для A-сегменту. Перший 777-200 був переданий авіакомпанії United Airlines 15 травня 1995 року З максимальною дальністю 9700 км, модифікація 777-200 була головним чином орієнтована на внутрішніх американських перевізників. Дев'ять різних замовників купили 88 літаків модифікації 777-200, з яких 73 залишалися в експлуатації станом на червень 2016 року. Прямим конкурентом від Airbus є A330-300.

### 777-200ER

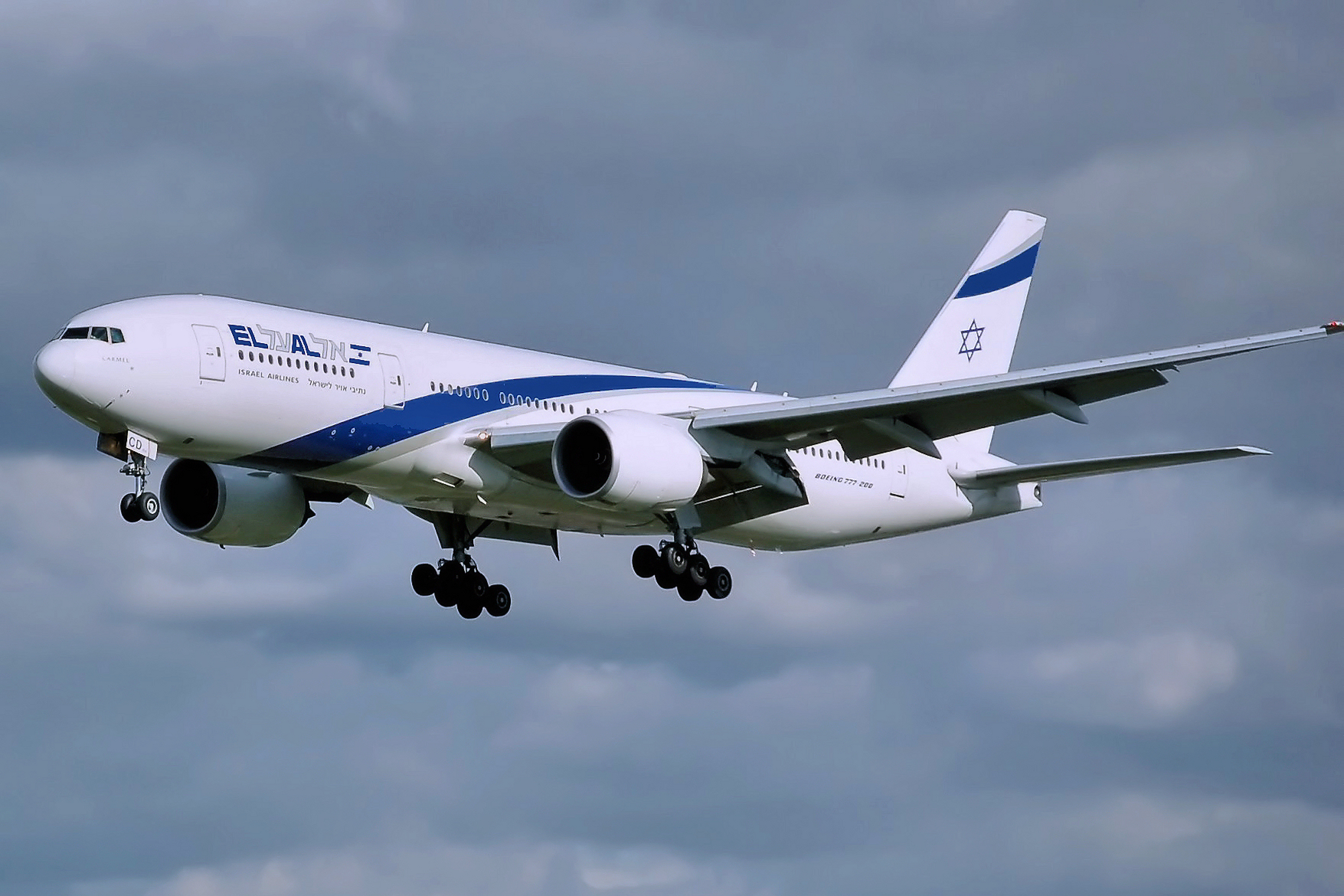
777-200ER авіакомпанії El Al заходить на посадку у Хітроу

777-200ER («ER» означає англ. «Extended Range», підвищена дальність) — це модифікація для B-сегменту. Особливостями 777-200ER є збільшена кількість палива та підвищена максимальна злітна вага у порівнянні з модифікацією 777-200. З максимальною дальністю польоту у 14 300 км ця модифікація призначена для міжнародних перевізників, що обслуговують трансатлантичні перельоти. На додачу до рекорду «безпосадкового польоту» великим колом у східному напрямку, 200ER також встановила рекорд аварійного польоту за стандартами ETOPS (177 хвилин на одному двигуні) на рейсі авіакомпанії United Airlines з 255 пасажирами на борту, що відбувся 17 березня 2003 року над Тихим океаном.
Перший 777-200ER був переданий до British Airways 6 лютого 1997 року. Один із літаків British Airways в січні 2015 року встановив рекордний час у 5 годин та 16 хвилин для дозвукового перельоту з Нью-Йорка до Лондона завдяки сильним ходовим вітрам. Станом на жовтень 2016 року, 33 замовники купили 422 літаки і більше замовлень немає. У липні 2016 року 363 літаки цієї модифікації перебували в експлуатації. Прямим конкурентом від Airbus є Airbus A340-300 та A350-900, а Boeing позиціює свого 787-9 як наступника.
В Україні трьома бортами 777-200ER володіє авіакомпанія Міжнародні авіалінії України. Один перебуває на консервації в Іспанії, другий (з непридатним до подальшої експлуатації одним з двигунів) - в Борисполі. Доля третього невідома.

### 777-300

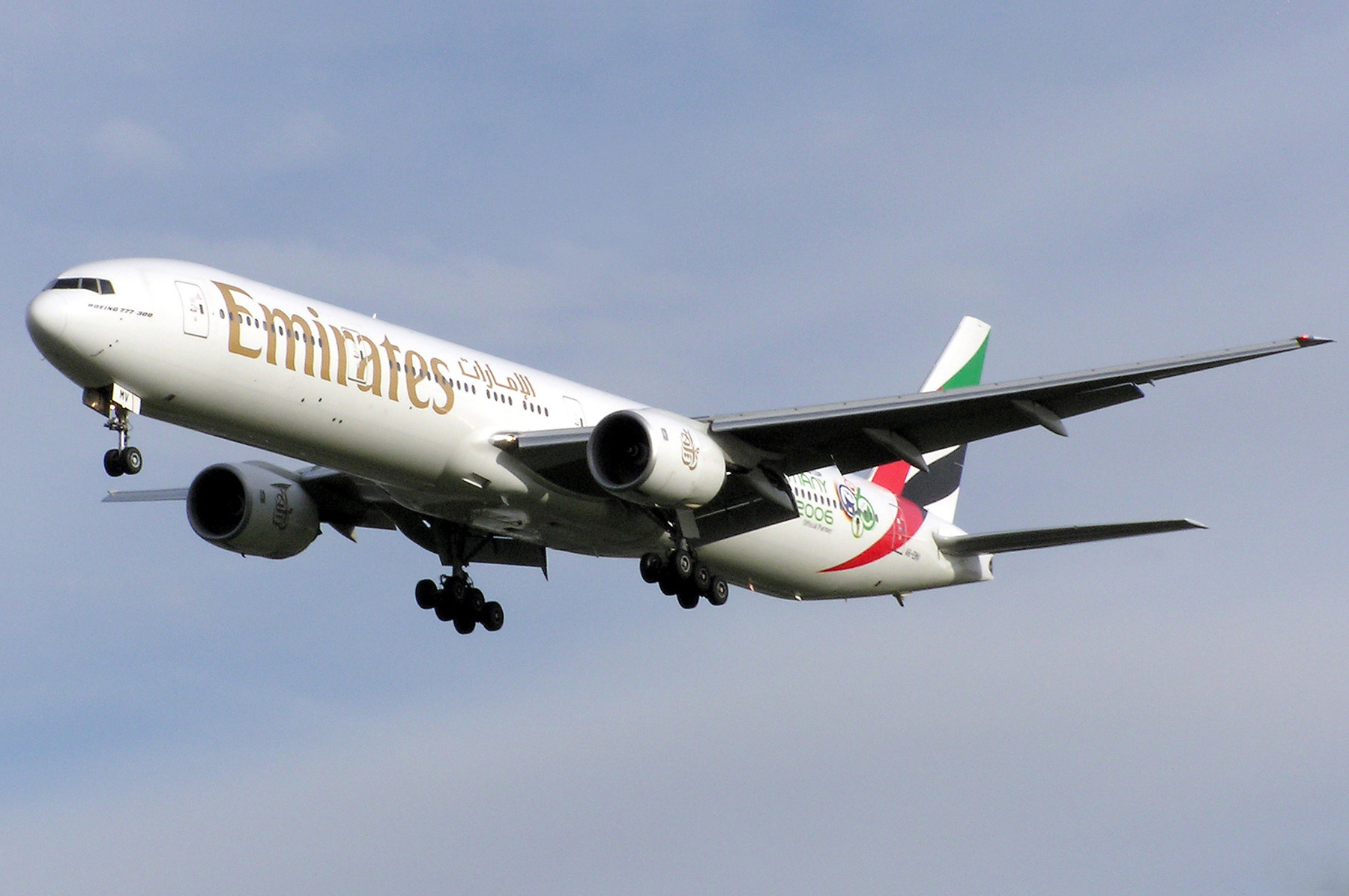
777-300 авіакомпанії Emirates заходить на посадку до Хітроу в лівреї Чемпіонату світу з футболу 2006 року

Подовжена версія 777-300 була призначена для заміни 747-100 та 747-200 в А-сегменті. Порівняно з застарілими 747-ми, подовжений варіант мав подібну пасажиромісткість та дальність, але спалював на третину менше пального та мав на 40 відсотків менші експлуатаційні витрати. Фюзеляж 777-300 подовжений на 10,1 метрів у порівнянні з базовою модифікацією 777-200, що дозволяє вмістити до 550 пасажирів в однокласовій конфігурації  у розрахунку на короткі, але завантажені японські маршрути. Через свою довжину модель 777-300 обладнана лижею під хвостом для захисту від удару об землю та камерами для допомоги пілотам при рулюванні. Максимальна дальність у 11 140 км, дозволяє використовувати 777-300 на завантажених магістральних маршрутах, де раніше літали 747-мі.
Перший 777-300 був переданий до Cathay Pacific 21 травня 1998 року. Вісім різних замовників купили 60 літаків 777-300, і 53 з них перебували в експлуатації станом на липень 2016 року. Однак після представлення моделі 777-300ER подовженої дальності у 2004 році всі клієнти змінили замовлення на цю модифікацію. 777-300 не має прямого конкурента в Airbus, але на цю роль може претендувати A340-600.

### 777-200LR

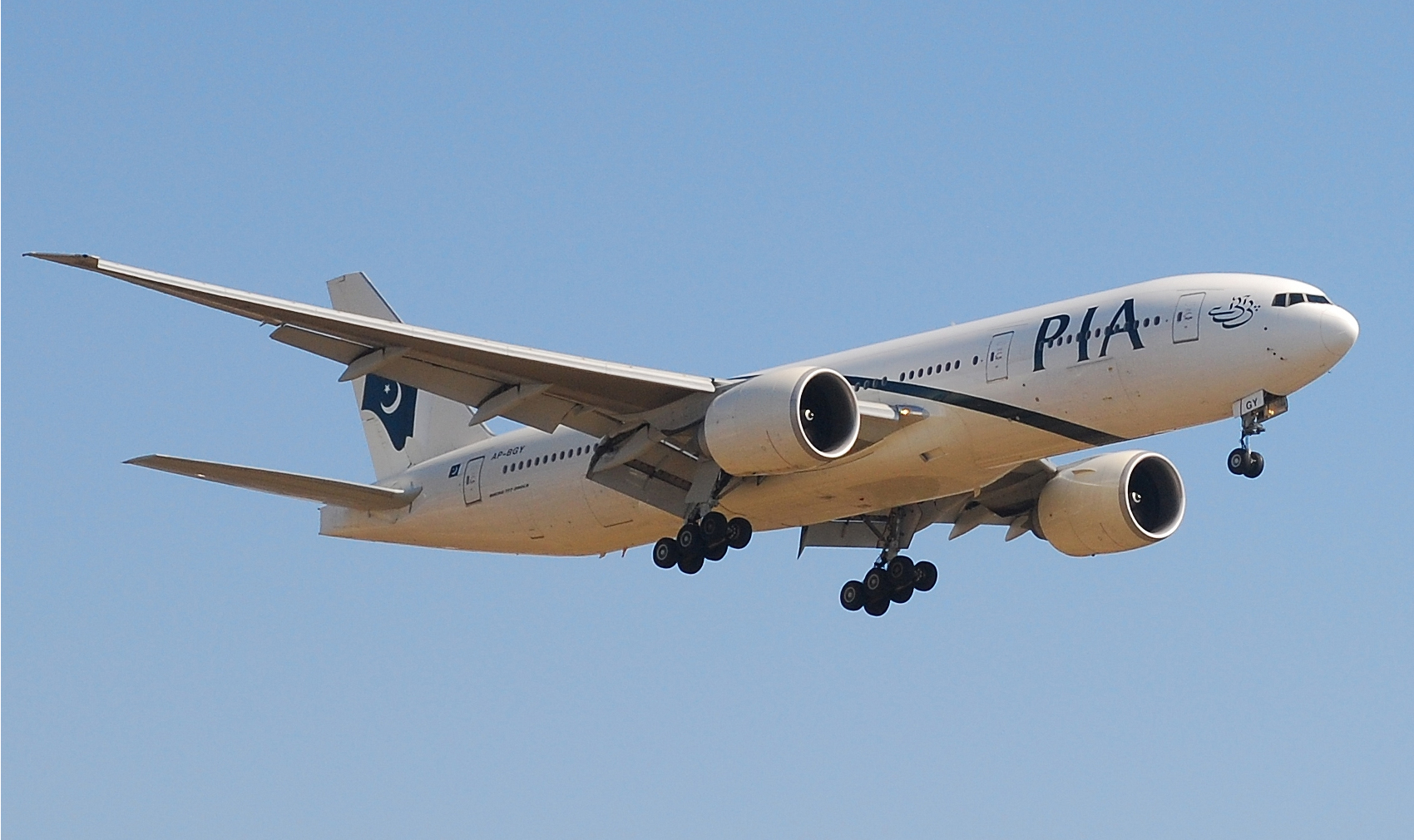
Перший побудований 777-200LR, експлуатується в Pakistan International Airlines

777-200LR («LR» означає англ. «Longer Range» — більша дальність) — це модель для C-сегменту, що став авіалайнером із найбільшою дальністю польоту на час введення в експлуатацію у 2006 році. Боїнг назвала цей літак Worldliner, підкреслюючи його можливості до об'єднання майже будь-яких двох аеропортів у світі. При цьому літак потрапляє під обмеження ETOPS. Він утримує світовий рекорд безпосадкового перельоту серед комерційних авіалайнерів і має максимальну дальність 17 370 км. 6 лютого 2017 року літак 777-200LR авіакомпанії Qatar Airways здійснив найтриваліший в історії політ — рейс QR920 зі столиці Катару Дохи до міста Окленд у Новій Зеландії тривав 16 годин 20 хвилин, літак подолав відстань в 14 535 км. Модифікація 200LR призначена для ультра-довгих маршрутів, як-от переліт із Лос-Анджелеса до Сінгапура чи з Далласа до Токіо.
Особливостями 200LR є підвищена максимальна злітна маса і три додаткових допоміжних паливних бака у задньому вантажному відсіку. Іншими відмінними рисами є скошені закінцівки крила, нові основні стійки шасі, а також додаткові структурні зміцнення фюзеляжу. Так само як 777-300ER та 777F, модель 777-200LR обладнана подовженими на 3,9 м закінцівками крил. Перший 200LR був переданий до авіакомпанії Pakistan International Airlines 26 лютого 2006 року. Станом на жовтень 2016 року, одинадцять різних замовників 200LR отримали 59 літаків і більше замовлень немає. Найближчим конкурентом від Airbus є A340-500HGW.

### 777-300ER

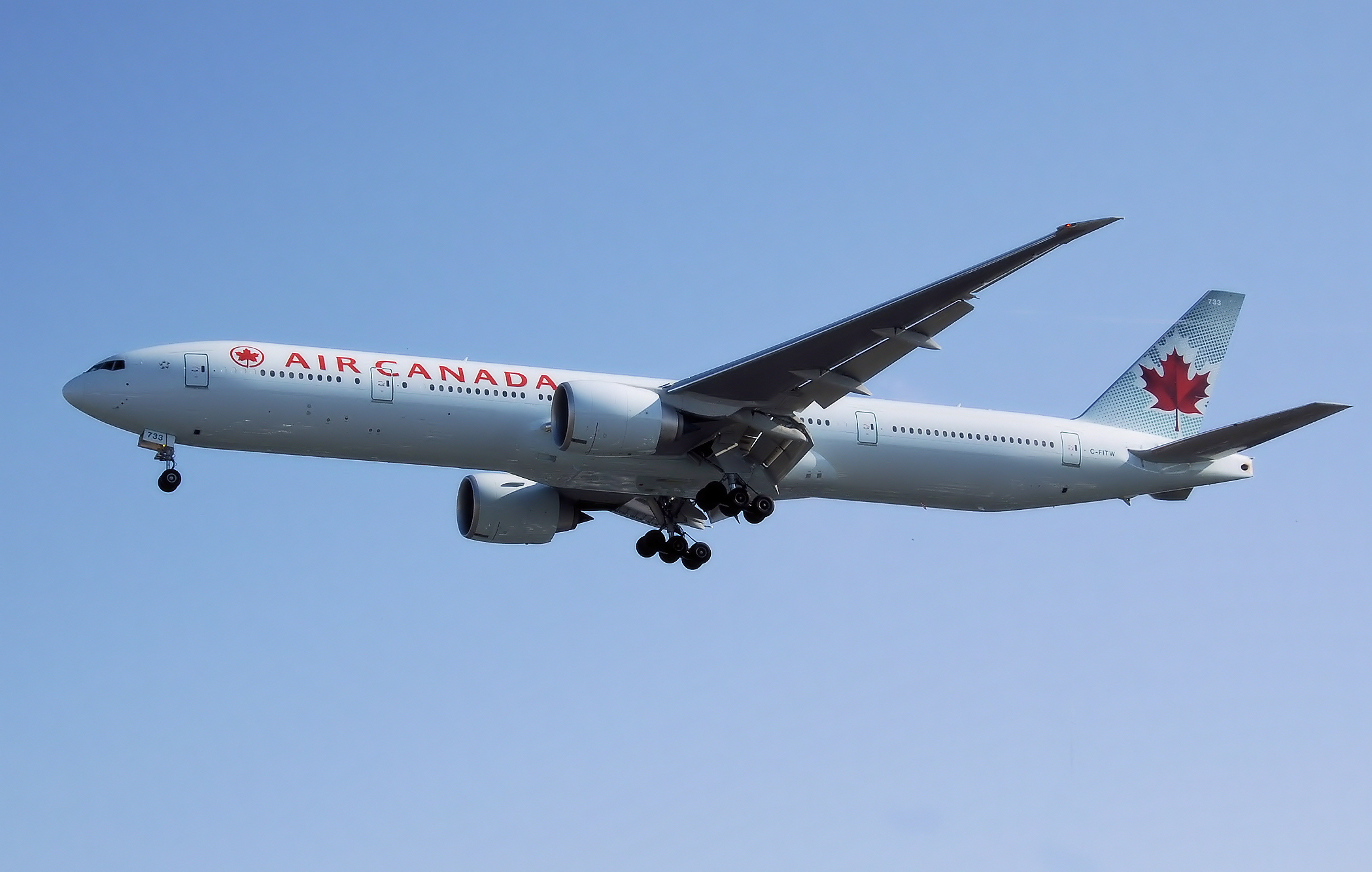
777-300ER Air Canada заходить на посадку з випущеними закрилками

777-300ER («ER» означає англ. «Extended Range», підвищена дальність) це модифікація 777-300 для B-сегменту. Модифікація має скошені та подовжені закінцівки крила, нові основні стійки шасі, підсилену носову стійку шасі та додаткові паливні баки. У модифікації 300ER також підсилені фюзеляж, крила, оперення та пілони двигунів. Стандартні для цієї моделі турбовентиляторні двигуни GE90-115B є найпотужнішими в світі реактивними двигунами. Мають максимальну тягу у 513 кН. Максимальна дальність становить 14 700 км, що стало можливим завдяки збільшеним максимальній злітній масі та запасу пального. Дальність 300ER з повним завантаженням збільшена на 34% у порівнянні з модифікацією 777-300. Після льотних випробувань, впровадження нових двигунів, крил та збільшення злітної ваги, скорочення витрати пального досягло 1,4 %.
Перший 300ER був переданий до Air France 29 квітня 2004 року. Модель 300ER стала бестселером із модифікацій 777 у вересні 2010 року, коли вона обійшла 200ER, і також головним конкурентом A340. За рахунок використання лише двох двигунів, модель 300ER була на 8—9 % економнішою в експлуатаційних витратах від A340-600 та більш ніж на 20 % економнішою у витратах палива від 747-400. Деякі з авіакомпаній придбали 300ER як заміну 747-400 через зростання цін на пальне. Станом на жовтень 2016 року 45 замовників отримали загалом 684 літаки 300ER, з 125 активними замовленнями. Станом на липень 2016 року в експлуатації перебували 657 літаків. Прямим конкурентом в Airbus є A340-600 та A350-1000.

### 777 Freighter

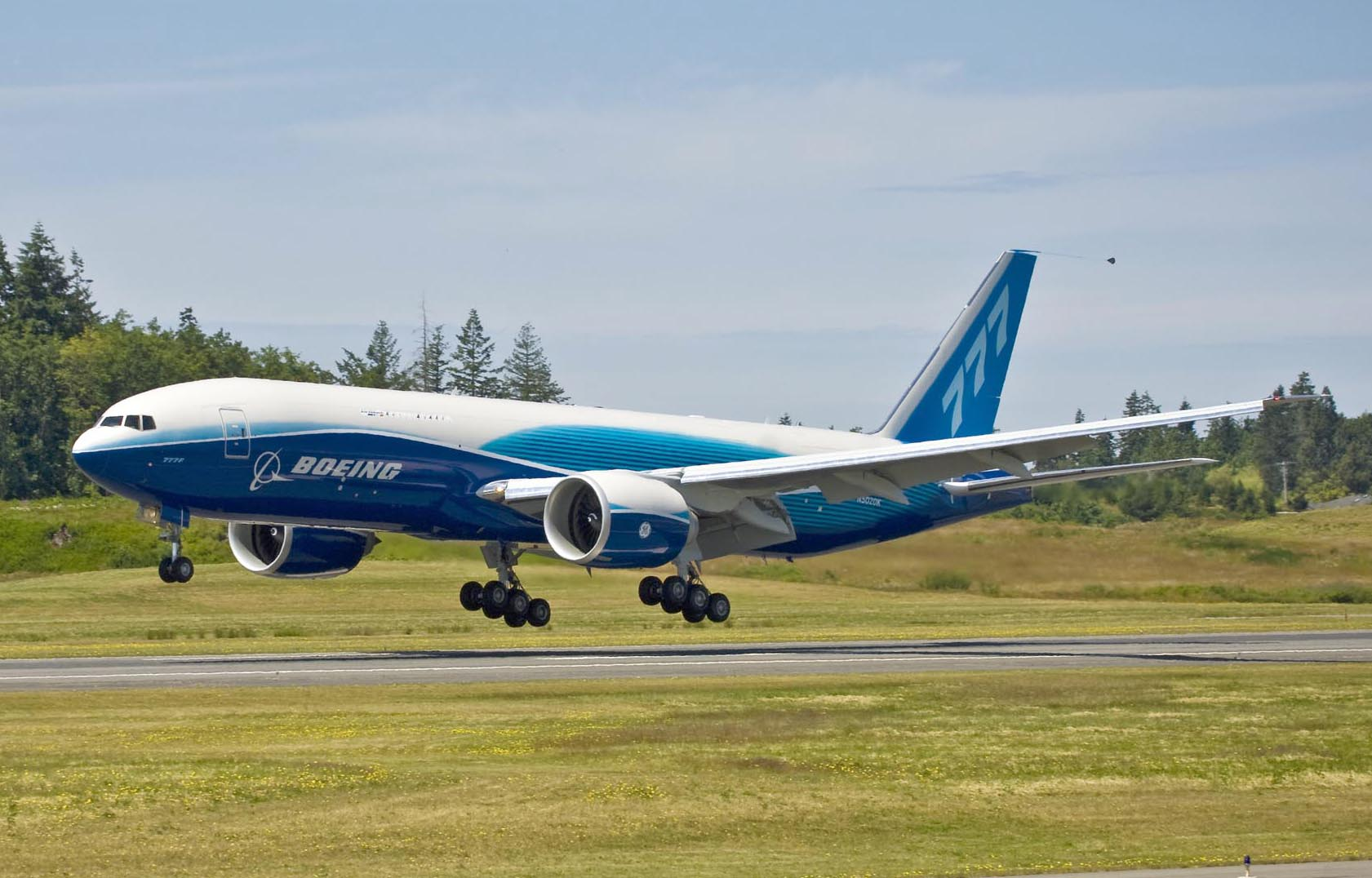
Перший 777 Freighter, призначений для Air France, у тестовому польоті

777 Freighter (777F) — вантажна модифікація моделі 777. Він має такий самий корпус і двигуни, як 200LR, та запас палива, як 300ER. Максимальне корисне навантаження у 103 000 кг робить його прямим конкурентом 747-200F (110 000 кг). З максимальним навантаженням літак має дальність 9070 км. При зниженні навантаження дальність може бути збільшена. Оскільки літак має кращі експлуатаційні характеристики порівняно з наявними вантажними літаками, авіакомпанії розглядають 777F як заміну застарілим літакам 747-200F та MD-11F.
Перший 777F був переданий до Air France 19 лютого 2009 року. Станом на липень 2011 року 44 літаки були поставлені вісьмом замовникам, з 52 активними замовленнями.
У 2000-х Боїнг вивчала можливість конвертації 777-200ER з пасажирських у вантажні, під назвою 777 Boeing Converted Freighter чи 777 BCF. Компанія веде переговори з кількома замовниками і можливий початок конверсії. FedEx Express, UPS Airlines, та GE Capital Aviation Services є потенційними замовниками.

### 777 Tanker (KC-777)
KC-777 — проект літака для дозаправлення у повітрі на базі Боїнга 777. У вересні 2006 року Боїнг публічно заявила, що вона може випускати KC-777, якщо Військово-повітряні сили США (USAF) потребують заправника більшого розміру від KC-767. Танкер 777 також міг би перевозити більше персоналу та вантажів. Однак замість цього у квітні 2007 року Боїнг запропонувала модифікацію KC-767 Advanced Tanker на тендер ВПС США під назвою KC-X.

## Оператори

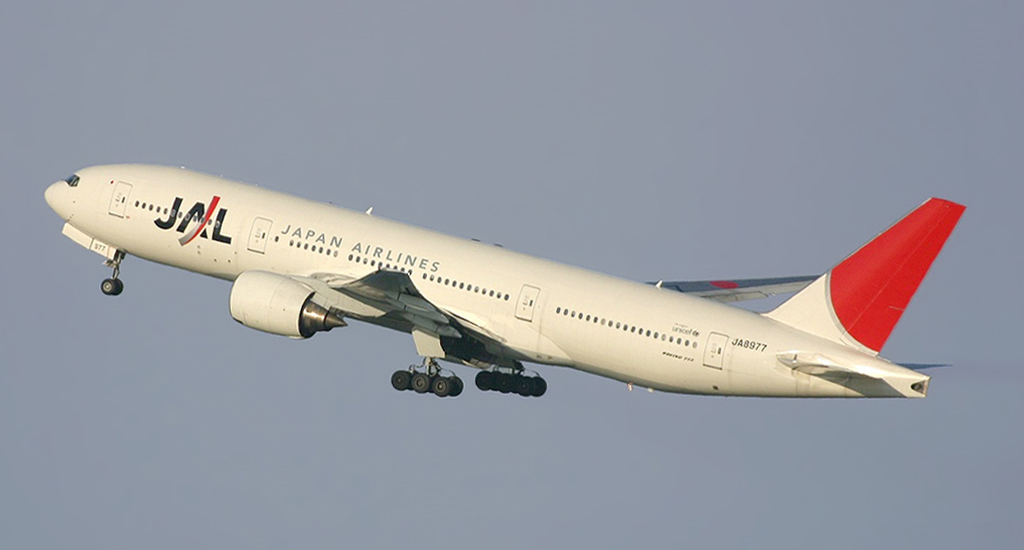
Боїнг 777-200 авіакомпанії Japan Airlines

Клієнти, що отримали найбільше 777-х - Emirates, Singapore Airlines, United Airlines, ILFC та American Airlines. Emirates — найбільший оператор станом на липень 2016 року та єдиний, що використовував усі варіанти 777, тобто 200, 200ER, 200LR, 300, 300ER та 777F.
Загалом 1324 літаки (у всіх варіантах) перебували в експлуатації на липень 2016 року. Найбільше у компаній Emirates (157), United Airlines (74), Cathay Pacific (70), Air France (70), American Airlines (67), British Airways (58), All Nippon Airways (56), Singapore Airlines (53), Qatar Airways (53) та інші.

### Замовлення та постачання
| переглянути обговорити редагувати | Всього замовлено | Всього поставлено |
| 777-200                           | 88               | 88                |
| 777-200ER                         | 422              | 422               |
| 777-200LR                         | 59               | 59                |
| 777-300                           | 60               | 60                |
| 777-300ER                         | 809              | 684               |
| 777F                              | 158              | 128               |
| 777X                              | 306              | –                 |
| Всього                            | 1,902            | 1,441             |

Замовлення та поставки до 31 жовтня 2016 року
|                           |                           | 1990-94 | 1995 | 1996 | 1997 | 1998 | 1999 | 2000 | 2001 | 2002 | 2003 | 2004 | 2005 | 2006 | 2007 | 2008 | 2009 | 2010 | 2011 | 2012 | 2013 | 2014 | 2015 | 2016 | Всього |
| Замовлення (всі варіанти) | Замовлення (всі варіанти) | 112     | 101  | 68   | 54   | 68   | 35   | 116  | 30   | 32   | 13   | 42   | 153  | 76   | 110  | 39   | 30   | 75   | 194  | 75   | 121  | 283  | 58   | 17   | 1,902  |
| Поставки                  | 777-200                   | –       | 13   | 32   | 11   | 10   | 3    | 9    | 3    | –    | 1    | 2    | 3    | –    | 1    | –    | –    | –    | –    | –    | –    | –    | –    | –    | 88     |
| Поставки                  | 777-200ER                 | –       | –    | –    | 48   | 50   | 63   | 42   | 55   | 41   | 29   | 22   | 13   | 23   | 19   | 3    | 4    | 3    | –    | 3    | 4    | –    | –    | –    | 422    |
| Поставки                  | 777-200LR                 | –       | –    | –    | –    | –    | –    | –    | –    | –    | –    | –    | –    | 2    | 10   | 11   | 16   | 9    | 6    | 1    | 1    | 3    | –    | –    | 59     |
| Поставки                  | 777-300                   | –       | –    | –    | –    | 14   | 17   | 4    | 3    | 6    | 9    | 2    | 4    | 1    | –    | –    | –    | –    | –    | –    | –    | –    | –    | –    | 60     |
| Поставки                  | 777-300ER                 | –       | –    | –    | –    | –    | –    | –    | –    | –    | –    | 10   | 20   | 39   | 53   | 47   | 52   | 40   | 52   | 60   | 79   | 83   | 79   | 70   | 684    |
| Поставки                  | 777F                      | –       | –    | –    | –    | –    | –    | –    | –    | –    | –    | –    | –    | –    | –    | –    | 16   | 22   | 15   | 19   | 14   | 13   | 19   | 10   | 128    |
| Поставки                  | 777X                      | –       | –    | –    | –    | –    | –    | –    | –    | –    | –    | –    | –    | –    | –    | –    | –    | –    | –    | –    | –    | –    | –    | –    | –      |
| Поставки (всі варіанти)   | Поставки (всі варіанти)   | –       | 13   | 32   | 59   | 74   | 83   | 55   | 61   | 47   | 39   | 36   | 40   | 65   | 83   | 61   | 88   | 74   | 73   | 83   | 98   | 99   | 98   | 80   | 1,441  |

Замовлення та поставки станом на 31 жовтня 2016 року
Замовлення та поставки Boeing 777 (сукупно, за роком):

 Замовлення
 Поставки
Замовлення та поставки станом на 31 жовтня 2016 року
| Код ICAO | Моделі         |
| -------- | -------------- |
| B772     | 777-200/200ER  |
| B77L     | 777-200LR/777F |
| B773     | 777-300        |
| B77W     | 777-300ER      |

## Аварії та інциденти

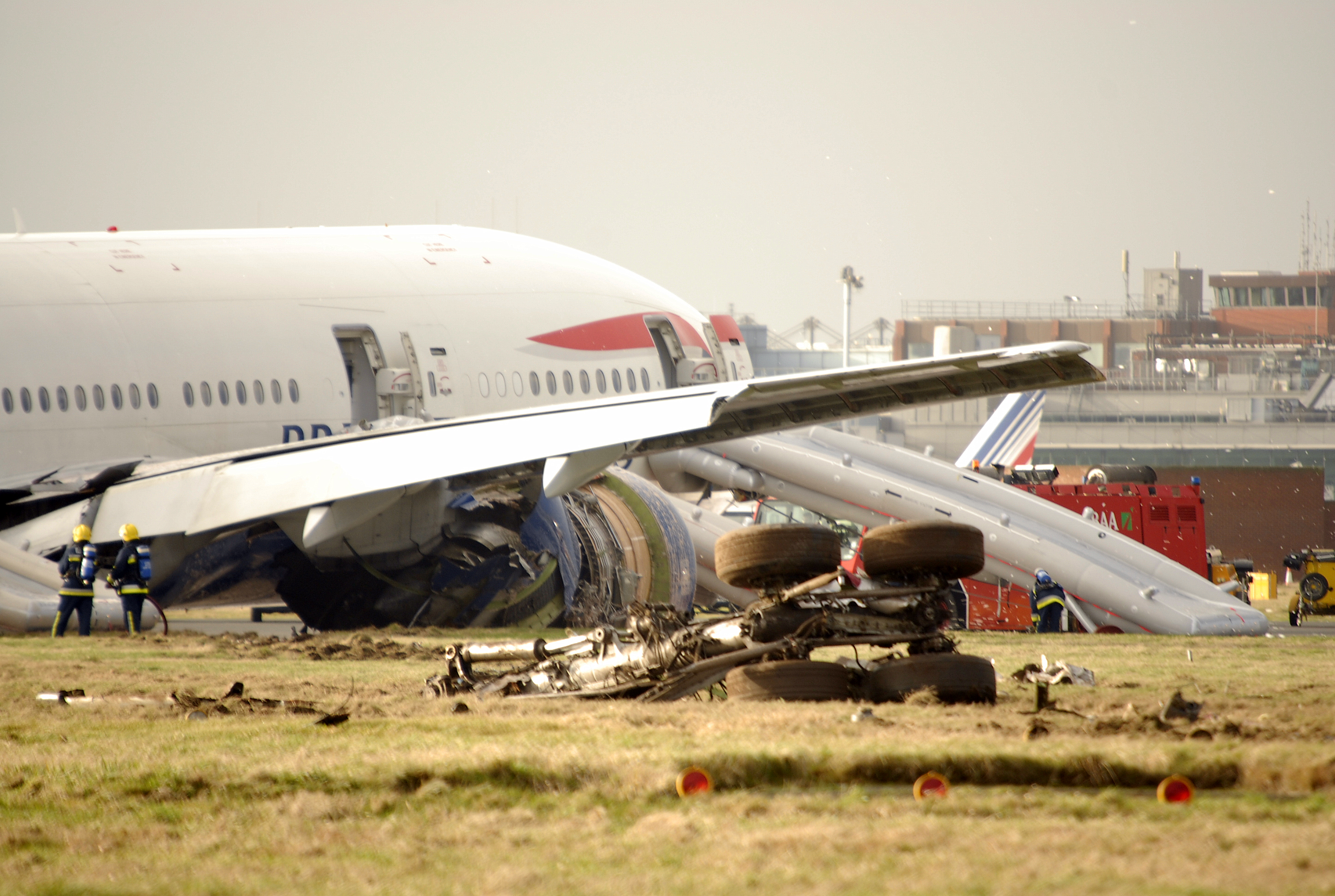
Боїнг 777-200ER після аварійної посадки

1. Станом на жовтень 2016 року із 777 трапилося 18 інцидентів[178], зокрема шість втрат літака[179] та три захоплення. Загалом загинуло 540 пасажирів[180]. Перший трагічний випадок стався при пожежі під час заправки в аеропорту Денвера 5 вересня 2001 року, унаслідок якої наземний робітник отримав опіки, несумісні з життям[181]. Літак, що належав British Airways, дістав обпалення крил, але був відремонтований і повернутий до експлуатації[181].
2. Перша втрата літака трапилася 17 січня 2008 року, коли літак 777-200ER, оснащений двигунами Rolls-Royce Trent 895, виконував рейс BA38 з Пекіну до Лондону і здійснив аварійну посадку за 300 м до початку смуги 27L в аеропорту Хітроу і проковзав до порогу ЗПС. Було травмовано 47 чоловік. При ударі було зламано стійки шасі, крила в районі центроплану та двигуни, тому літак був списаний[182][183]. Розслідування показало, що аварія трапилася через утворення кристаликів льоду на теплообміннику (FOHE) в паливній системі[184]. Слідчі наголосили на переробленні цього елемента на двигунах серії Trent 800, і виробник Rolls-Royce у березні 2009 року оголосив про завершення робіт протягом року[185].
3. 2008 року на двох літаках із двигунами Trent 895 траплялися тимчасові падіння тяги[186][187]. Слідчі з NTSB визначили, що лише на рейсі BA38, втрата потужності була викликана кристаликами льоду на теплообміннику в паливній системі. Як результат теплообмінник було перероблено[184].
4. 6 липня 2013 року Bоing 777-200ER (бортовий № HL7742, № серії 29171) корейської компанії Asiana Airlines, рейс № 214 Сеул — Сан-Франциско, здійснив жорстку аварійну посадку в аеропорту Сан-Франциско. При цьому у літака відірвало хвіст, а потім і площини крила, літак запалав. З 307 людей, які перебували на борту (291 пасажирів + 16 членів екіпажу), — 2 загинули, 181 одержали поранення різного ступеня тяжкості; з них серйозні у 8 дорослих та дітей[188][189].
5. 8.03.2014 Boeing 777-200ER (бортовий 9M-MRO, заводський № 28420), який прямував рейсом МН370 з Куала-Лумпуру, зник із радарів. На борту перебувало 239 людей разом з екіпажем. Ймовірно, літак упав у Південнокитайське море близ В'єтнаму. Після трьох років пошуків жодних слідів авіатрощі чи уламків виявлено не було. Уламок, знайдений на узбережжі острова Реюньйон, — єдина велика деталь лайнера, яку вдалося знайти за весь час. Підводні мікрофони вловили сигнал тривалістю 6 секунд приблизно в той самий час, коли міг розбитися літак. Дослідники припускають, що цей звук міг би допомогти виявити координати авіатрощі[190].
6. 17 липня 2014 року літак Boeing 777-200ER Malaysia Airlines (бортовий 9M-MRD, заводський № 28411), рейс МН17 Амстердам — Куала-Лумпур йшов на ешелоні 10 058 метрів та зв'язок із літаком перервався. Рештки літака впали поблизу міста Торез Донецької області. Літак збили професійні російські військові ЗРК «Бук»[191]. На борту перебувало 298 осіб, зокрема 15 членів екіпажу та 80 дітей. Всі загинули.
7. 3 серпня 2016 року Boeing 777-300 (реєстр. A6-EMW) компанії Emirates, що виконував рейс EK521 із Тируванантапурама в Дубай, унаслідок помилок льотного екіпажу здійснив в аеропорту Дубая жорстку посадку з частково прибраним шасі, що призвело до пошкоджень та займання. Двадцять чотири людини на борту отримали травми різного ступеня тяжкості, проте, всі вдало евакуювалися. Під час гасіння пожежі стався вибух центрального паливного бака, внаслідок чого загинув один пожежник і ще 8 отримали поранення[192].

## Специфікації

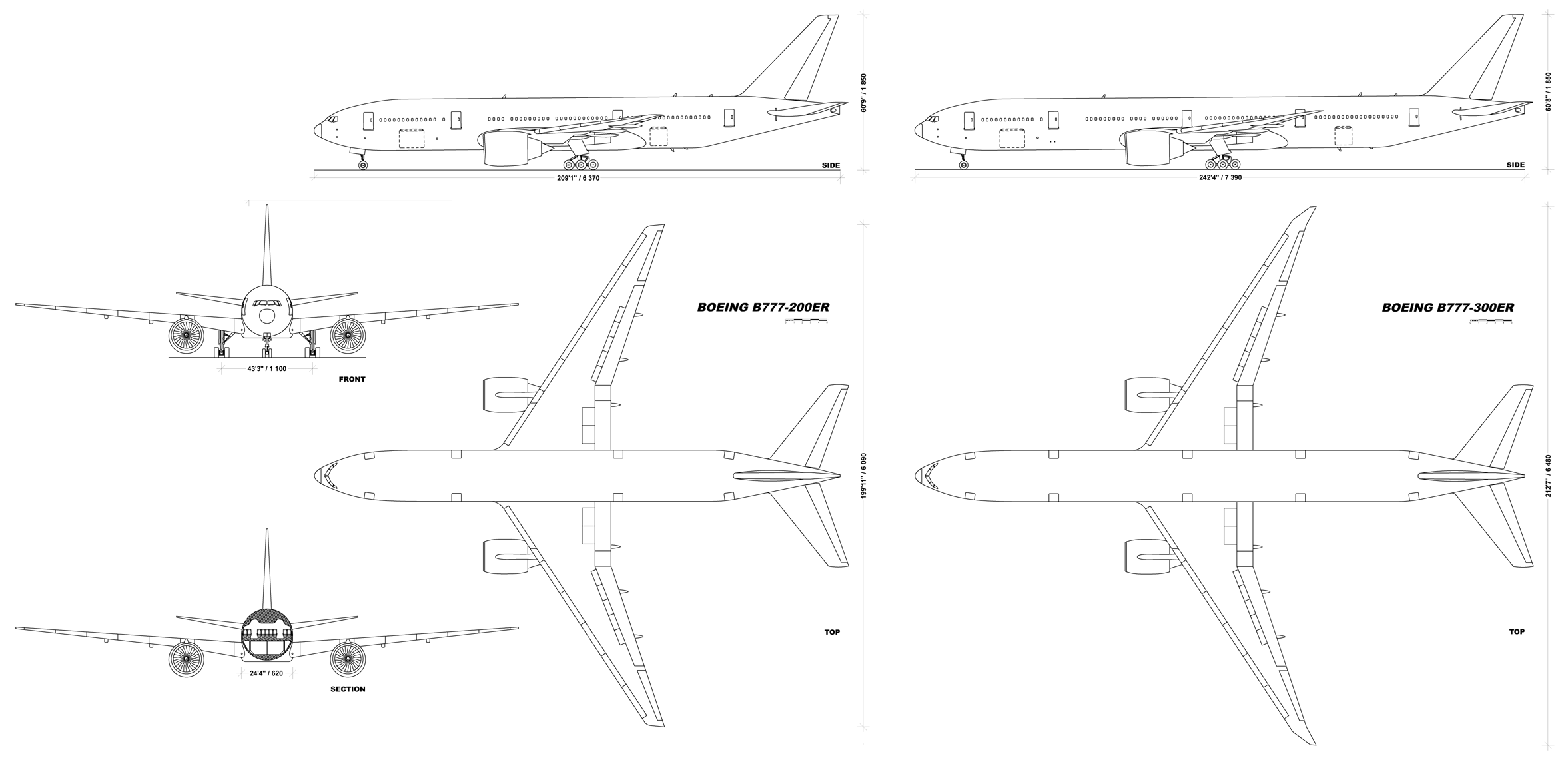
Діаграма варіантів Boeing 777. Вигляди спереду, переріз, збоку, та зверху: 777-200ER ліворуч, 777-300ER праворуч.

| Модель                            | 777-200                               | 777-200ER                             | 777-200LR                             | 777F                                  | 777-300                               | 777-300ER                             |
| --------------------------------- | ------------------------------------- | ------------------------------------- | ------------------------------------- | ------------------------------------- | ------------------------------------- | ------------------------------------- |
| Кількість пілотів                 | Два                                   | Два                                   | Два                                   | Два                                   | Два                                   | Два                                   |
| 3 класи                           | 305 (24F/54J/227Y)                    | 301 (16F/58J/227Y)                    | 301 (16F/58J/227Y)                    |                                       | 368 (30F/84J/254Y)                    | 365 (22F/70J/273Y)                    |
| 2 класи/вантаж                    |                                       | 313                                   | 317                                   | 102 010 кг                            |                                       | 396                                   |
| Ліміт виходів                     | 440                                   | 440                                   | 440                                   | 11                                    | 550                                   | 550                                   |
| Довжина                           | 63,7 м                                | 63,7 м                                | 63,7 м                                | 63,7 м                                | 73,9 м                                | 73,9 м                                |
| Розмах крила                      | 60,93 м                               | 60,93 м                               | 64,80 м                               | 64,80 м                               | 60,93 м                               | 64,80 м                               |
| Стріловидність крила              | 31,6°                                 | 31,6°                                 | 31,6°                                 | 31,6°                                 | 31,6°                                 | 31,6°                                 |
| Висота хвоста                     | 18,5 м                                | 18,5 м                                | 18,6 м                                | 18,6 м                                | 18,5 м                                | 18,5 м                                |
| Ширина салону                     | 5,84 м                                | 5,84 м                                | 5,84 м                                | 5,84 м                                | 5,84 м                                | 5,84 м                                |
| Ширина крісла                     | 47 см при 9 в ряд, 43 см при 10 в ряд | 47 см при 9 в ряд, 43 см при 10 в ряд | 47 см при 9 в ряд, 43 см при 10 в ряд | 47 см при 9 в ряд, 43 см при 10 в ряд | 47 см при 9 в ряд, 43 см при 10 в ряд | 47 см при 9 в ряд, 43 см при 10 в ряд |
| Ширина фюзеляжу                   | 6,20 м                                | 6,20 м                                | 6,20 м                                | 6,20 м                                | 6,20 м                                | 6,20 м                                |
| Максимальний об'єм вантажу        | 150,9 м³                              | 150,9 м³                              | 150,9 м³                              | 652,7 м³                              | 201,6 м³                              | 201,6 м³                              |
| Максимальна злітна маса (MTOW)    | 247 200 кг                            | 297 550 кг                            | 347 452 кг                            | 347 815 кг                            | 299 370 кг                            | 351 533 кг                            |
| Максимальна посадкова маса        | 201 840 кг                            | 213 180 кг                            | 223 168 кг                            | 260 816 кг                            | 237 680 кг                            | 251 290 кг                            |
| Маса порожнього, робоча           | 135 850 кг                            | 138 100 кг                            | 145 150 кг                            | 144 379 кг                            | 160 530 кг                            | 167 829 кг                            |
| Максимальний запас палива         | 117 340 л / 94 240 кг                 | 171 171 л / 137 460 кг                | 181 283 л / 145 538 кг                | 181 283 л / 145 538 кг                | 171 171 л / 137 460 кг                | 181 283 л / 145 538 кг                |
| Практична стеля                   | 43 100 фт / 13 140 м                  | 43 100 фт / 13 140 м                  | 43 100 фт / 13 140 м                  | 43 100 фт / 13 140 м                  | 43 100 фт / 13 140 м                  | 43 100 фт / 13 140 м                  |
| Типова крейсерська швидкість      | 0,84 М (892 км/год)                   | 0,84 М (892 км/год)                   | 0,84 М (892 км/год)                   | 0,84 М (892 км/год)                   | 0,84 М (892 км/год)                   | 0,84 М (892 км/год)                   |
| Максимальна крейсерська швидкість | 0,89 М (945 км/год)                   | 0,89 М (945 км/год)                   | 0,89 М (945 км/год)                   | 0,89 М (945 км/год)                   | 0,89 М (945 км/год)                   | 0,89 М (945 км/год)                   |
| Максимальна дальність, км         | 9700                                  | 13 080                                | 15 840                                | 9200                                  | 11 165                                | 13 650                                |
| Довжина розбігу                   | 2440 м                                | 3380 м                                | 2800 м                                | 2830 м                                | 3230 м                                | 3050 м                                |
| Двигуни (×2)                      | PW 4077 RR 877 GE90-77B               | PW 4090 RR 895 GE90-94B               | GE90-110B1 GE90-115B1                 | GE90-110B1 GE90-115B1                 | PW 4098 RR 892 GE90-92B/-94B          | GE90-115B1                            |
| Тяга двигунів (×2)                | 343 кН                                | 377 кН                                | 513 кН                                | 513 кН                                | 440 кН                                | 513 кН                                |

## Цікаві факти
- Діаметр двигуна GE-115B, який встановлюється на модель 777, лише на 30 сантиметрів менший, ніж ширина салону Боїнг 737.
- Розмах крил Боїнга 777 більший, ніж відстань першого в історії пілотованого польоту, здійсненого братами Райт.

### Пов'язані розробки
- Boeing 7J7
- Boeing 777X

### Подібні літаки
- Airbus A330-300/Airbus A330neo
- Airbus A340
- Airbus A350
- Boeing 767
- Boeing 787 Dreamliner
- Іл-96
- McDonnell Douglas MD-11

### Списки
- Список цивільних літаків

### Виноски
1. ↑  MTOW, sea level, ISA